# Atentados del 11 de septiembre de 2001
Los atentados del 11 de septiembre de 2001 (también conocidos comúnmente por los numerónimos 11-S u 11S en español, o 9/11 en inglés) fueron una serie de 4 ataques terroristas suicidas de corte yihadista cometidos en los Estados Unidos la mañana del martes 11 de septiembre de 2001, por el grupo terrorista Al Qaeda. Fueron los atentados terroristas más mortíferos de la historia, dejando 2 996 muertos y alrededor de 25 000 heridos.
Esa mañana, cuatro aviones comerciales que viajaban desde el noreste de Estados Unidos a Los Ángeles y San Francisco fueron secuestrados en pleno vuelo por diecinueve terroristas de Al Qaeda. Los secuestradores estaban organizados en tres grupos de cinco secuestradores, y un grupo de cuatro. Cada grupo tenía un secuestrador que había recibido entrenamiento de vuelo y se hizo cargo del control de la aeronave. Su objetivo explícito era estrellar cada avión contra un edificio prominente, causando bajas masivas y destrucción parcial o completa de los edificios atacados.
El primer avión en alcanzar su objetivo fue el vuelo 11 de American Airlines. Fue estrellado contra la Torre Norte del complejo World Trade Center en el Bajo Manhattan, de la ciudad de Nueva York, a las 8:46 a. m. 17 minutos después, a las 9:03 a. m., la Torre Sur del World Trade Center fue golpeada por el vuelo 175 de United Airlines. Ambas torres de 110 pisos se derrumbaron en 1 h 42 min, lo que llevó al colapso de otras estructuras del World Trade Center, incluido el 7 World Trade Center, y dañó significativamente los edificios circundantes.
Un tercer vuelo, el vuelo 77 de American Airlines, que había despegado del aeropuerto internacional de Dulles, secuestrado sobre Ohio, fue estrellado a las 9:37 a. m. contra el lado oeste del Pentágono (sede del Ejército estadounidense) en el condado de Arlington (Virginia), causando un colapso parcial de ese lado del edificio. El cuarto y último avión secuestrado fue el vuelo 93 de United Airlines, en dirección a Washington D. C. Los pasajeros del avión intentaron recuperar el control de la aeronave de los terroristas y, finalmente desviaron el vuelo de su objetivo previsto; se estrelló en un campo cerca de Shanksville (Pensilvania), a las 10:03 a. m. Los investigadores determinaron que el objetivo del vuelo 93 era el Capitolio de los Estados Unidos.
Inmediatamente después de los ataques, las sospechas cayeron rápidamente sobre Al Qaeda. Estados Unidos, bajo la administración de George W. Bush respondieron formalmente lanzando la guerra contra el terrorismo e invadiendo Afganistán para deponer a los talibanes, que no habían cumplido con las demandas de Estados Unidos de expulsar a Al Qaeda del país, y extraditar al líder terrorista Osama bin Laden. Este logró escapar a las montañas Blancas, donde fue atacado por las fuerzas lideradas por Estados Unidos, pero logró escapar. Aunque Bin Laden inicialmente negó cualquier participación, en 2004 se atribuyó formalmente la responsabilidad de los ataques. Al Qaeda y bin Laden citaron el apoyo de Estados Unidos a Israel, la presencia de tropas estadounidenses en Arabia Saudita y las sanciones contra Irak como motivos. Después de evadir la captura durante casi una década, bin Laden fue localizado en un escondite en Abbottabad (Pakistán) y posteriormente fue asesinado durante la operación Lanza de Neptuno, el 2 de mayo de 2011.
La destrucción del World Trade Center y la infraestructura cercana, dañó seriamente la economía de la ciudad de Nueva York y creó una recesión económica global. Muchos países fortalecieron su legislación antiterrorista y ampliaron los poderes de los organismos encargados de hacer cumplir la ley y de inteligencia para prevenir ataques terroristas. Los espacios aéreos civiles de Estados Unidos y Canadá estuvieron cerrados hasta el 13 de septiembre, mientras que las operaciones de Wall Street se cerraron hasta el 17 de septiembre. Muchos cierres, evacuaciones y cancelaciones siguieron, por respeto o temor a nuevos ataques. La limpieza del sitio del World Trade Center se completó en mayo de 2002, y el Pentágono fue reparado en un año. La construcción del reemplazo del complejo World Trade Center comenzó en noviembre de 2006, y el edificio se inauguró en noviembre de 2014.
Los ataques resultaron en 2996 muertes, más de 25 000 heridos y consecuencias sustanciales para la salud a largo plazo, además de al menos 10 000 millones de dólares en daños a la infraestructura y la propiedad. Sigue siendo el ataque terrorista más mortífero en la historia de la humanidad, y el incidente más mortífero para bomberos y agentes de la ley en la historia de los Estados Unidos, con 340 víctimas y 72 muertos, y los mayores desastres aéreos donde se involucre cualquier aeronave en la historia de la aviación. Si bien al ser hechos provocados intencionadamente, no se consideran accidentes.
Se han construido numerosos monumentos, incluido el National September 11 Memorial & Museum en la ciudad de Nueva York, el Pentagon Memorial en el condado de Arlington, Virginia, y el Flight 93 National Memorial en el lugar del accidente de Pensilvania.

## Antecedentes

### Al-Qaeda
Los orígenes de Al-Qaeda se remontan a 1979, cuando la Unión Soviética invadió Afganistán. Osama bin Laden viajó al país de Asia central como voluntario, viendo la guerra como una causa sagrada para ayudar a sus compañeros musulmanes (en Afganistán) a derrotar a los invasores comunistas (los soviéticos). Organizó a sus compañeros muyahidines árabes (los «árabes afganos») para resistir a los soviéticos hasta la salida de ese país de Afganistán, en 1988. Bajo la dirección de Aymán az Zawahirí, bin Laden se volvió más radical.
En 1996, bin Laden emitió su primera fatwa, llamando a los soldados estadounidenses a abandonar Arabia Saudita. En una segunda fatwa en 1998, bin Laden describió sus objeciones a la política exterior estadounidense con respecto a Israel, así como la presencia continua de tropas estadounidenses en Arabia Saudita después de la guerra del Golfo. Bin Laden usó textos islámicos para exhortar a los musulmanes a atacar a los estadounidenses hasta que se revirtieran los agravios declarados. Los juristas musulmanes comentaron «a lo largo de la historia islámica han acordado unánimemente que la yihad es un deber individual si el enemigo destruye los países musulmanes», según bin Laden.

#### Osama bin Laden
Bin Laden orquestó los ataques. Inicialmente negó su participación, pero luego se retractó de sus declaraciones falsas. Al Jazeera transmitió una declaración suya el 16 de septiembre de 2001: «Subrayo que no he llevado a cabo este acto, que parece haber sido llevado a cabo por individuos con su propia motivación». En noviembre de 2001, las fuerzas estadounidenses recuperaron una cinta de video de una casa destruida en Jalalabad, Afganistán. En el video, se ve a bin Laden hablando con Khaled al-Harbi —miembro de Al-Qaeda— y admite el conocimiento previo de los ataques. El 27 de diciembre de 2001, se lanzó un segundo video de bin Laden. En el video, dijo:

Ha quedado claro que Occidente en general y, Estados Unidos en particular, tienen un odio indescriptible por el Islam. [...] Es el odio a los cruzados. El terrorismo contra Estados Unidos merece ser elogiado porque fue una respuesta a la injusticia, destinada a obligar a Estados Unidos a detener su apoyo a Israel, que mata a nuestro pueblo. [...] Decimos que el fin de los Estados Unidos es inminente, ya sea que bin Laden o sus seguidores estén vivos o muertos, porque el despertar de la ummah musulmana (nación) ha ocurrido. [...] Es importante golpear la economía (de los Estados Unidos), que es la base de su poder militar [...] Si la economía se ve afectada, volverán a ocuparse.

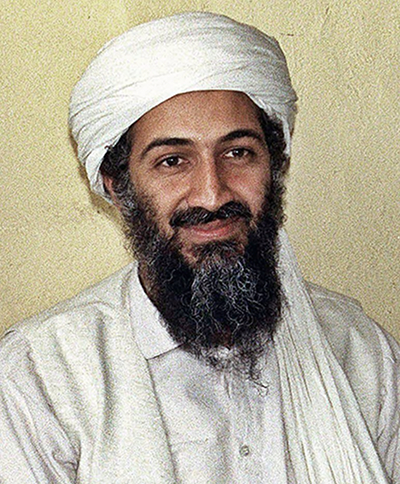
Osama bin Laden

pero no llegó a admitir su responsabilidad por los ataques.
Poco antes de las elecciones presidenciales de Estados Unidos en 2004, bin Laden usó una declaración grabada para reconocer públicamente la participación de Al-Qaeda en los ataques contra Estados Unidos. Admitió su vínculo directo con los ataques y dijo que se llevaron a cabo porque:

somos libres... y queremos recuperar la libertad para nuestra nación. A medida que socavas nuestra seguridad, nosotros socavamos la tuya.

Bin Laden dijo que había ordenado personalmente a sus seguidores que atacaran el World Trade Center y el Pentágono. Otro video obtenido por Al Jazeera, en septiembre de 2006, muestra a bin Laden con uno de los principales planificadores de los ataques, Ramzi bin al-Shibh, así como dos secuestradores, Hamza al-Ghamdi y Wail al-Shehri, mientras se preparaban para los ataques. Estados Unidos nunca acusó formalmente a bin Laden por los ataques del 11 de septiembre, pero estuvo en la lista de los más buscados del FBI por los atentados con bomba contra las embajadas de Estados Unidos en Dar es Salaam, Tanzania, y Nairobi, Kenia. Después de una persecución de 10 años, el entonces presidente estadounidense Barack Obama anunció que bin Laden había sido asesinado por las fuerzas especiales estadounidenses en su recinto en Abbottabad, Pakistán, el 1 de mayo de 2011.

#### Jalid Sheij Mohamed

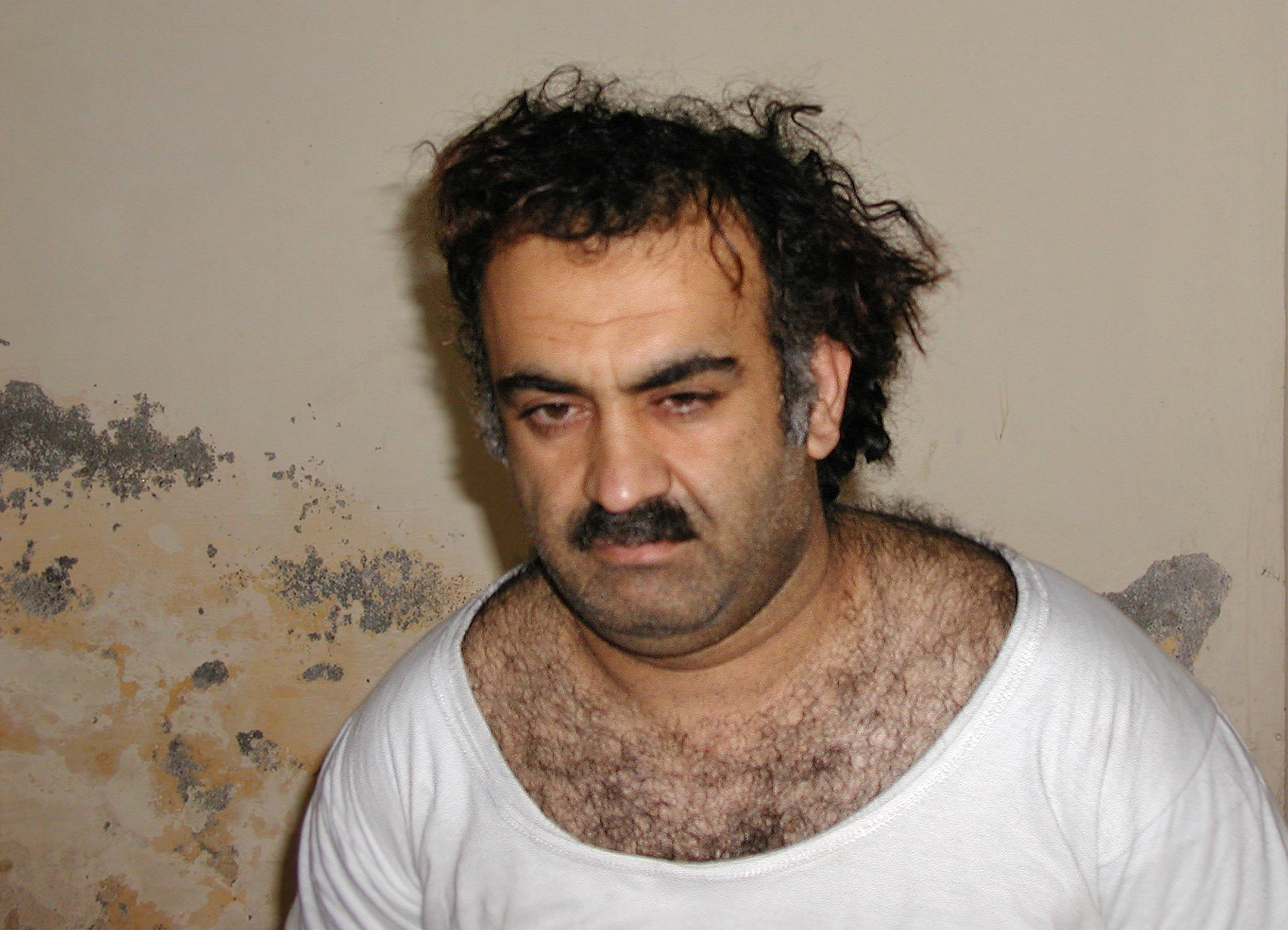
Jalid Sheij Mohamed después de su captura en 2003.

El periodista Yosri Fouda, del canal de televisión árabe Al Jazeera, informó que en abril de 2002 el miembro de Al-Qaeda, Jalid Sheij Mohamed admitió su participación en los ataques, junto con Ramzi bin al-Shibh. El Informe de la Comisión del 11-S de 2004, determinó que la animosidad hacia los Estados Unidos sentida por Mohamed, el principal arquitecto de los ataques del 11-S, se derivaba de su «desacuerdo violento con la política exterior de Estados Unidos que favorece a Israel». Mohamed también fue asesor y financista del atentado del World Trade Center de 1993 y tío de Ramzi Yousef, el principal atacante de ese ataque.
Fue arrestado el 1 de marzo de 2003 en Rawalpindi (Pakistán), por funcionarios de seguridad paquistaníes que trabajaban con la CIA. Luego fue recluido en múltiples prisiones secretas de la CIA y en la bahía de Guantánamo, donde fue interrogado y torturado con métodos que incluyen el submarino. Durante las audiencias estadounidenses en Guantánamo en marzo de 2007, Mohamed confesó nuevamente su responsabilidad en los ataques, afirmando que «fue responsable de la operación del 11-S de la A a la Z» y que su declaración no se hizo bajo coacción.
Una carta presentada por los abogados de Mohamed en el Tribunal de Distrito de los Estados Unidos, Manhattan, el 26 de julio de 2019, indicó que estaba interesado en testificar sobre el papel de Arabia Saudita en los ataques del 11-S y ayudar a las víctimas y familias de las víctimas del 11-S a cambio de que Estados Unidos no buscara la pena de muerte en su contra. James Kreindler, uno de los abogados de las víctimas, cuestionó la utilidad de su testimonio.

#### Otros miembros de Al-Qaeda
En sustitución del testimonio de Jalid Sheij Mohamed del juicio de Zacarias Moussaoui, se identifica a cinco personas que estaban completamente al tanto de los detalles de la operación. Son bin Laden; Jalid Sheij Mohamed; Ramzi bin al-Shibh; Abu Turab al-Urduni; y Mohammed Atef. Hasta la fecha, solo figuras periféricas han sido juzgadas o condenadas por los ataques.
El 26 de septiembre de 2005, el Tribunal Supremo de España condenó a Abu Dahdah a 27 años de prisión por conspiración en los atentados del 11-S y ser miembro de la organización terrorista Al-Qaeda. Al mismo tiempo, otros 17 miembros de Al-Qaeda fueron condenados a penas de entre 6 y 11 años. El 16 de febrero de 2006, el tribunal Supremo español redujo la pena de Abu Dahdah a 12 años porque consideró que su participación en la conspiración no estaba probada.
También en 2006, Moussaoui, quien algunos sospechaban originalmente que podría haber sido el vigésimo secuestrador asignado, fue condenado por el papel menor de conspiración para cometer actos de terrorismo y piratería aérea. Fue sentenciado a cadena perpetua sin libertad condicional en los Estados Unidos. Mounir el-Motassadeq, un asociado de los secuestradores con sede en Hamburgo, sirvió 15 años en Alemania por su papel en ayudar a los secuestradores a prepararse para los ataques. Fue liberado en octubre de 2018 y deportado a Marruecos.
La célula de Hamburgo en Alemania incluía islamistas radicales que finalmente llegaron a ser operativos clave en los ataques del 11-S. Mohamed Atta; Marwan al-Shehhi; Ziad Jarrah; Ramzi bin al-Shibh; y Said Bahaji eran todos miembros de la célula de Hamburgo de Al-Qaeda.

### Motivos
La declaración de Osama bin Laden de una guerra santa contra los Estados Unidos, y una fatwah de 1998 firmada por bin Laden y otros, pidiendo el asesinato de estadounidenses, son vistas por los investigadores como evidencia de su motivación.
En la carta a Estados Unidos de bin Laden de noviembre de 2002, declaró explícitamente que los motivos de Al-Qaeda para sus ataques incluyen:
- Apoyo de Estados Unidos a Israel[42]
- Apoyo a los «ataques contra musulmanes» en Somalia
- Apoyo a Filipinas contra los musulmanes en el conflicto de Moro
- Apoyo a la «agresión» israelí contra los musulmanes en Líbano
- Apoyo a las «atrocidades contra los musulmanes» rusas en Chechenia
- Los gobiernos proestadunidenses en Oriente Próximo (que «actúan como sus agentes») están en contra de los intereses musulmanes
- Apoyo a la «opresión contra los musulmanes» de la India en Cachemira
- La presencia de tropas estadounidenses en Arabia Saudita[43]
- Las sanciones contra Irak[44]

Después de los ataques, bin Laden y al-Zawahiri publicaron cintas de video y grabaciones de audio adicionales, algunas de las cuales repitieron esas razones para los ataques. Dos publicaciones particularmente importantes fueron la «Carta a América» de bin Laden de 2002 y una cinta de video de 2004 de bin Laden.
Bin Laden interpretó que Mahoma había prohibido la «presencia permanente de infieles en Arabia». En 1996, bin Laden emitió una fatwa pidiendo a las tropas estadounidenses que abandonaran Arabia Saudita. En 1998, Al-Qaeda escribió «durante más de siete años, Estados Unidos ha estado ocupando las tierras del Islam en el más sagrado de los lugares, la península Arábiga, saqueando sus riquezas, dictando a sus gobernantes, humillando a su pueblo, aterrorizando a sus vecinos y convirtiendo sus bases en la península en una punta de lanza a través de la cual luchar contra los pueblos musulmanes vecinos».
En una entrevista en diciembre de 1999, bin Laden dijo que sentía que los estadounidenses estaban «demasiado cerca de la Meca», y consideró esto una provocación a todo el mundo musulmán. Un análisis del terrorismo suicida sugirió que sin las tropas estadounidenses en Arabia Saudita, Al-Qaeda probablemente no habría podido hacer que la gente se comprometiera en misiones suicidas.
En la fatwa de 1998, Al-Qaeda identificó las sanciones a Irak como una razón para matar estadounidenses, condenando el «bloqueo prolongado, entre otras acciones, que constituyen una declaración de guerra contra Alá, su mensajero y los musulmanes». El fatwa declaró que «la decisión de matar a los estadounidenses y sus aliados, civiles y militares, es un deber individual para cada musulmán que puede hacerlo en cualquier país en el que sea posible hacerlo, para liberar la mezquita de al-Aqsa y la mezquita sagrada de la Meca de sus garras, y para que sus ejércitos [los estadounidenses] salgan de todas las tierras del Islam, derrotado e incapaz de amenazar a ningún musulmán».
En 2004, bin Laden afirmó que la idea de destruir las Torres se le había ocurrido por primera vez en 1982, cuando fue testigo del bombardeo israelí de edificios de apartamentos de gran altura durante la guerra del Líbano de 1982. Algunos analistas, incluidos Mearsheimer y Walt, también afirmaron que el apoyo de Estados Unidos a Israel fue uno de los motivos de los ataques. En 2004 y 2010, bin Laden volvió a conectar los ataques del 11 de septiembre con el apoyo de Estados Unidos a Israel, aunque la mayor parte de la carta expresaba el desdén de bin Laden por el presidente Bush y la esperanza de bin Laden de «destruir y quebrar» a los Estados Unidos.
Se han sugerido otros motivos, además de los declarados por bin Laden y Al-Qaeda. Algunos autores propusieron la «humillación» que resultó que el mundo islámico se quedara atrás del mundo occidental: esta discrepancia se hizo especialmente visible por la globalización y el deseo de provocar a los Estados Unidos en una guerra más amplia contra el mundo islámico con la esperanza de motivar a más aliados a apoyar a Al-Qaeda. Del mismo modo, otros han argumentado que el 11-S fue un movimiento estratégico con el objetivo de provocar a Estados Unidos a una guerra que incitaría a una revolución panislámica.

### Planificación

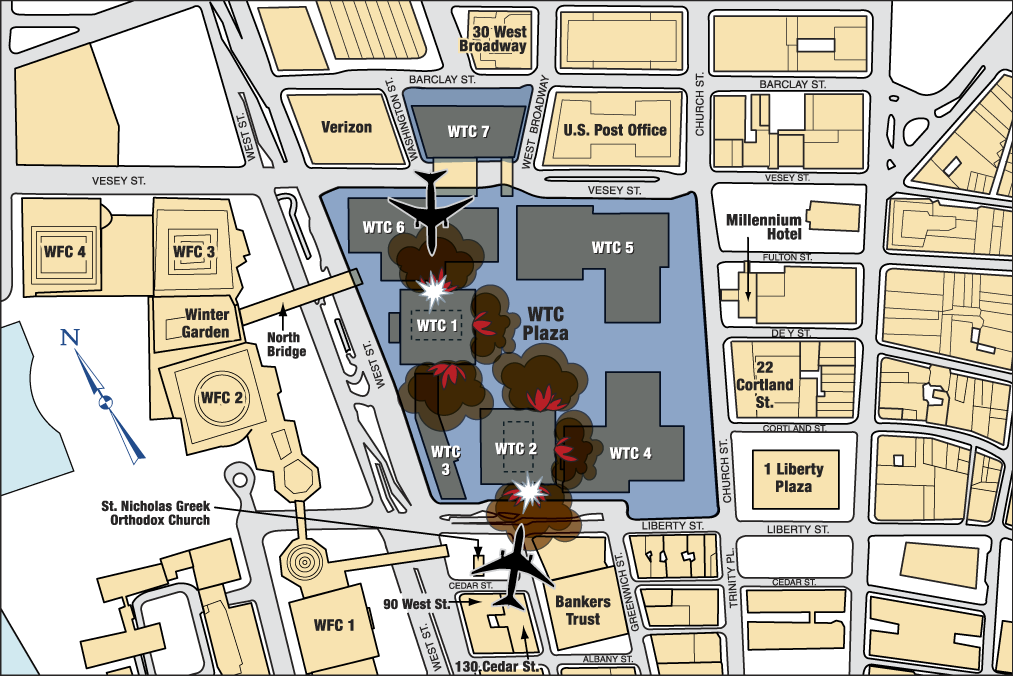
Mapa que muestra los ataques al World Trade Center (los aviones no se dibujan a escala)

La idea de ataques suicidas con aviones de pasajeros secuestrados vino de Jálid Sheij Mohámed, quien se la presentó por primera vez a Osama bin Laden en 1996, tras fracasar un gran proyecto similar abortado por la policía filipina en 1995 denominado operación Bojinka. En 1999 un grupo de jóvenes musulmanes radicalizados que vivían en Hamburgo (Alemania), y a los que se apodó posteriormente como la célula de Hamburgo, viajaron a Afganistán a recibir formación para luchar contra los rusos en la segunda guerra chechena. En ese momento Osama bin Laden los captó y en los siguientes meses financió su entrenamiento a fin de convencerlos de realizar ataques suicidas con aviones para chocarlos contra edificios emblemáticos de EE. UU. Bin Laden se inspiró en parte en el vuelo 990 de Egyptair en 1999, en el que se teoriza que el piloto pudo haber estrellado el avión en el océano Atlántico.
El plan original de los atentados del 11 de septiembre de 2001 era secuestrar doce aviones, once de los cuales serían estrellados contra los siguientes edificios:
- La Casa Blanca (Washington D. C.)

Gráfico de la FEMA que muestra los impactos en las Torres Gemelas de ambos aviones, y la trayectoria (y punto de impacto en la calle) que siguieron los trenes de aterrizaje, y uno de los motores.

- El Capitolio de los Estados Unidos (Washington D. C.)
- El Pentágono (Arlington)
- 2 contra las Torres Gemelas del World Trade Center (Nueva York)
- El Empire State Building (Nueva York)
- La Prudential Tower (Boston)
- La Torre Sears (Chicago)
- La U.S. Bank Tower (Los Ángeles)
- La Pirámide Transamerica (San Francisco)
- El Columbia Center (Seattle)

Posteriormente, debido a la cantidad de objetivos señalados, se consideró una operación inabarcable y se redujeron los objetivos de once edificios a cinco: la Casa Blanca (que representa el poder ejecutivo); el Capitolio (que representaba el poder legislativo); el Pentágono (que representaba el poder militar); y las dos Torres Gemelas (que representaban la economía capitalista estadounidense y ya habían sufrido un atentado en 1993). Sin embargo, el quinto avión (el de la Casa Blanca) nunca fue secuestrado porque el piloto suicida que lo iba a dirigir (Zacarias Moussaoui) fue detenido fortuitamente por el FBI el 16 de agosto de 2001, por cargos de inmigración irregular.
Alrededor de tres semanas antes de los ataques, los objetivos fueron asignados a cuatro equipos. El Capitolio tuvo como nombre en clave «La Facultad de Derecho». El Pentágono se denominó «La Facultad de Bellas Artes». El código del World Trade Center fue «La Facultad de Urbanismo».
La idea de secuestrar simultáneamente varios aviones no era nueva. En septiembre de 1970 sucedieron los secuestros de Dawson's Field cuando miembros del Frente Popular para la Liberación de Palestina secuestraron, en pocos días, cuatro aviones comerciales (más un 5.º intento de secuestro que fracasó) y los desviaron a Jordania y Egipto. Los rehenes fueron liberados días después y los aviones explotados intencionadamente. En el cine ya se había tratado la idea del choque de un avión contra un edificio en la película inglesa The Medusa Touch (1978) y en uno de los capítulos de la serie Los pistoleros solitarios (emitido el 4 de marzo de 2001) se secuestraba un Boeing 727 para estrellarlo contra una de las Torres Gemelas. Los autores de la masacre de la Escuela Secundaria de Columbine (1999) también planearon secuestrar un avión y estrellarlo en Nueva York. En Nueva York ya se había producido, 56 años antes, el impacto de un avión contra un rascacielos: el choque del B-25 contra el Empire State Building en 1945, con catorce víctimas fatales.

### Servicios de inteligencia
A finales de 1999, el asociado de Al-Qaeda, Walid bin Attash («Khallad») contactó a Mihdhar, diciéndole que se reuniera con él en Kuala Lumpur, Malasia; Hazmi y Abu Bara al Yemeni también estarían presentes. La NSA interceptó una llamada telefónica mencionando la reunión, Mihdhar, y el nombre «Nawaf» (Hazmi). Si bien la agencia temía que «algo nefasto pudiera estar en marcha», no tomó más medidas.
La CIA ya había sido alertada por la inteligencia saudí sobre el estado de Mihdhar y Hazmi como miembros de Al-Qaeda, y un equipo de la CIA irrumpió en la habitación de hotel de Mihdhar en Dubái y descubrió que Mihdhar tenía una visa estadounidense. Si bien, Alec Station alertó a las agencias de inteligencia de todo el mundo sobre este hecho, no compartió esta información con el FBI. La Rama Especial de Malasia observó la reunión del 5 de enero de 2000 de los dos miembros de Al-Qaeda e informó a la CIA que Mihdhar, Hazmi y Khallad volaban a Bangkok, pero la CIA nunca notificó a otras agencias de esto, ni le pidió al Departamento de Estado que pusiera a Mihdhar en su lista de vigilancia. Un enlace del FBI con Alec Station pidió permiso para informar al FBI de la reunión, pero se le dijo: «Esto no es un asunto del FBI».
A finales de junio, el alto funcionario antiterrorista Richard A. Clarke y el director de la CIA, George Tenet estaban «convencidos de que una serie importante de ataques estaba a punto de venir», aunque la CIA creía que los ataques probablemente ocurrirían en Arabia Saudita o Israel. A principios de julio, Clarke puso a las agencias nacionales en «alerta total», diciéndoles: «Algo realmente espectacular va a suceder aquí. Pronto...». Pidió al FBI y al Departamento de Estado que alerten a las embajadas y departamentos de policía, y al Departamento de Defensa que vayan a «Threat Condition Delta». Clarke escribió más tarde: «En algún lugar de la CIA había información de que dos conocidos terroristas de Al Qaeda habían entrado en los Estados Unidos. En algún sitio del FBI, había información de que cosas extrañas habían estado sucediendo en las escuelas de vuelo en los Estados Unidos ... Tenían información específica sobre terroristas individuales de la que se podría haber deducido lo que estaba a punto de suceder. Nada de esa información me llegó a mí o a la Casa Blanca».
El 13 de julio, Tom Wilshire, un agente de la CIA asignado a la división de terrorismo internacional del FBI, envió un correo electrónico a sus superiores en el Centro de Contra terrorismo (CTC) de la CIA solicitando permiso para informar al FBI que Hazmi estaba en el país y que Mihdhar tenía una visa estadounidense. La CIA nunca respondió.
El mismo día de julio, Margarette Gillespie, analista del FBI en el CTC, recibió la orden de revisar el material relacionado con la reunión en Malasia. No se le informó que uno de los participantes se encontraba en Estados Unidos. La CIA le proporcionó fotos de vigilancia de Mihdhar y Hazmi en la reunión para que las mostrara al equipo de contraterrorismo del FBI, pero sin revelar su importancia. Además, la base de datos Intelink le indicó que no compartiera información de inteligencia sobre el encuentro con investigadores criminales. Cuando el FBI vio las fotos, no recibió detalles adicionales sobre su significado ni datos clave como la fecha de nacimiento de Mihdhar o su número de pasaporte. A finales de agosto de 2001, Gillespie solicitó al INS, al Departamento de Estado, al Servicio de Aduanas y al FBI que incluyeran a Hazmi y Mihdhar en sus listas de vigilancia. Sin embargo, al FBI se le prohibió utilizar agentes criminales en la búsqueda de ambos, lo que dificultó sus esfuerzos.
También en julio, un agente del FBI con sede en Phoenix, envió un mensaje a la sede del FBI, a la estación Alec y a los agentes del FBI en Nueva York, alertándolos sobre «la posibilidad de un esfuerzo coordinado de Osama bin Laden para enviar estudiantes a los Estados Unidos para asistir a universidades y colegios de aviación civil». El agente, Kenneth Williams, sugirió la necesidad de entrevistar a todos los gerentes de las escuelas de vuelo e identificar a todos los estudiantes árabes que buscan entrenamiento de vuelo. En julio, Jordania alertó a los Estados Unidos de que Al-Qaeda estaba planeando un ataque contra los Estados Unidos; «meses después», Jordan notificó a Estados Unidos que el nombre en clave del ataque era «La Gran Boda» y que involucraba aviones.
El 6 de agosto de 2001, el Presidential Daily Brief («PDB») de la CIA, designado «Solo para el presidente», se tituló «Bin Laden está decidido a atacar en los Estados Unidos». El memorando señaló que la información del FBI «indica patrones de actividad sospechosa en este país consistentes con los preparativos para secuestros u otros tipos de ataques».
A mediados de agosto, una escuela de vuelo de Minnesota alertó al FBI sobre Zacarias Moussaoui, quien había hecho «preguntas sospechosas». El FBI descubrió que Moussaoui era un radical que había viajado a Pakistán, y el INS lo arrestó por quedarse más tiempo de su visa francesa. Su solicitud de registrar su computadora portátil fue denegada por la sede del FBI debido a la falta de causa probable.
Las fallas en el intercambio de inteligencia se atribuyeron a las políticas del Departamento de Justicia de 1995 que limitaban el intercambio de inteligencia, combinadas con la renuencia de la CIA y la NSA a revelar «fuentes y métodos sensibles», como los teléfonos intervenidos. Al testificar ante la Comisión del 11-S en abril de 2004, el entonces fiscal general, John Ashcroft recordó que la «mayor causa estructural para el problema del 11 de septiembre fue el muro que segregó o separó a los investigadores criminales y agentes de inteligencia». Clarke también escribió: «Estas fueron... fallas en llevar la información al lugar correcto en el momento adecuado».

## Los atentados
Cuatro aviones (2 de American Airlines y 2 de United Airlines) con 265 pasajeros fueron secuestrados mientras volaban hacia California desde el Aeropuerto Internacional Logan de Boston, el Aeropuerto Internacional Washington-Dulles y el Aeropuerto Internacional Libertad de Newark. Los cuatro aviones tenían como destino el estado de California, los tres primeros hacia Los Ángeles y el último a San Francisco, por lo que sus depósitos de combustible iban llenos con unos 91.000 litros (unos 65.455 kg). Los dos primeros aviones impactaron contra las Torres Gemelas del World Trade Center en la ciudad de Nueva York en Manhattan, el tercero contra el Pentágono, en el Condado de Arlington, cerca de Washington D. C., y el cuarto en un campo abierto en Shanksville (Pensilvania).
Fueron revelados testimonios desde los propios aviones, en los cuales los secuestradores habían tomado el control de estos usando simples navajas con las que mataron a azafatas de vuelo y al menos a un piloto o pasajero. Según las investigaciones de la Comisión del 11-S, se tiene también constancia de que usaron algún tipo de aerosol para retener a los pasajeros en la cabina de primera clase. Asimismo, se amenazó con la presencia de una bomba en tres de los aviones, pero no en el vuelo que impactó en el Pentágono. Según las conclusiones de esta comisión, los avisos de bomba eran probablemente falsos.
En el cuarto avión, el vuelo 93 de United Airlines, la caja negra reveló que los pasajeros, después de enterarse de que el resto de aviones habían sido estrellados deliberadamente, trataron de retomar el control del aparato. Los secuestradores reaccionaron moviendo el avión en un fallido intento para someter a los pasajeros. De acuerdo con la grabación 9-1-1, uno de los pasajeros, Todd Beamer, pidió a la persona con quien hablaba por teléfono que rezara con él y al finalizar simplemente dijo «Let's roll». Poco después, el avión se estrelló en un campo cercano a Shanksville, en Pensilvania, a las 10:03 a. m., hora local. Existe un debate acerca del momento exacto en que el avión chocó contra el suelo, ya que los registros sísmicos marcan el impacto a las 10:06 a. m.. Posteriormente, el terrorista de Al-Qaeda capturado, Jálid Sheij Mohámed, dijo que el vuelo 93 tenía como objetivo el Capitolio de los Estados Unidos.
La exclamación póstuma de Beamer comenzó a ser ampliamente usada en los Estados Unidos después de los ataques. Neil Young compuso una canción con ese título como tributo a las víctimas. Por su parte, la viuda de Beamer patentó la frase como marca registrada.
Los atentados extendieron la confusión en todo el país. A lo largo del día se sucedió la publicación de todo tipo de informes y noticias contradictorias sin confirmar. Una de las más recurrentes fue la de que había estallado un coche bomba en la sede central del Departamento de Estado de los Estados Unidos en Washington D. C.. Esta falsa noticia pasó por las agencias de noticias y llegó a ser publicada por varios periódicos ese mismo día. Otro informe, difundido por la agencia Associated Press, afirmaba que el vuelo 1989 de la compañía Delta Air Lines, un Boeing 757, había sido secuestrado también. La noticia resultó ser también un error: el avión había sido considerado por unos instantes en riesgo de secuestro, pero finalmente respondió a los controladores aéreos y aterrizó con normalidad en el aeropuerto de Cleveland, Ohio.

### Relato

09:39. Vídeo difundido por el Gobierno estadounidense del momento del impacto contra el Pentágono del vuelo 77 de American Airlines.

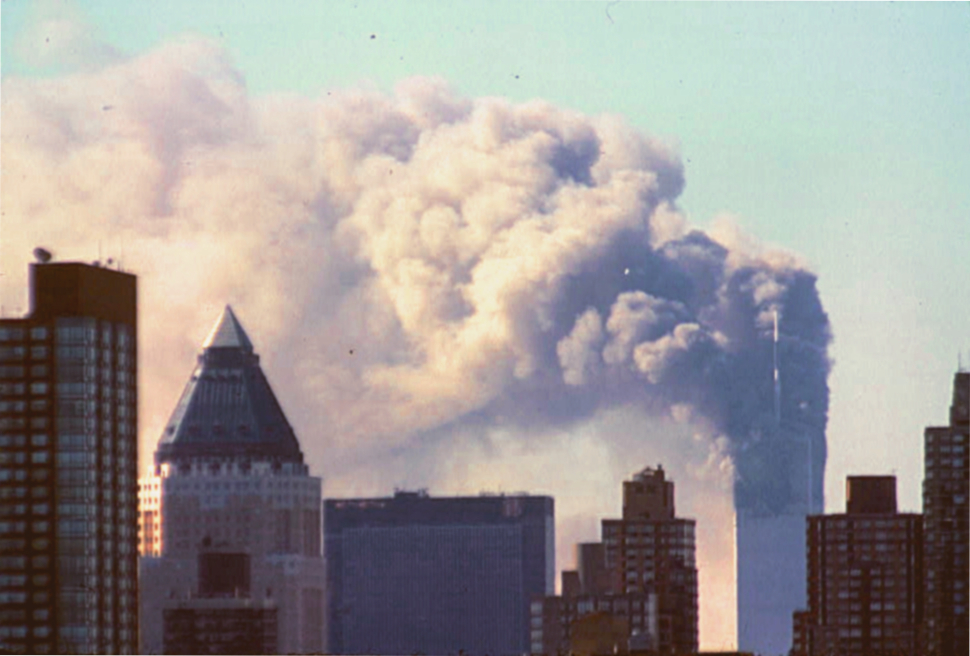
9:59. Momento en que se derrumba la torre sur.

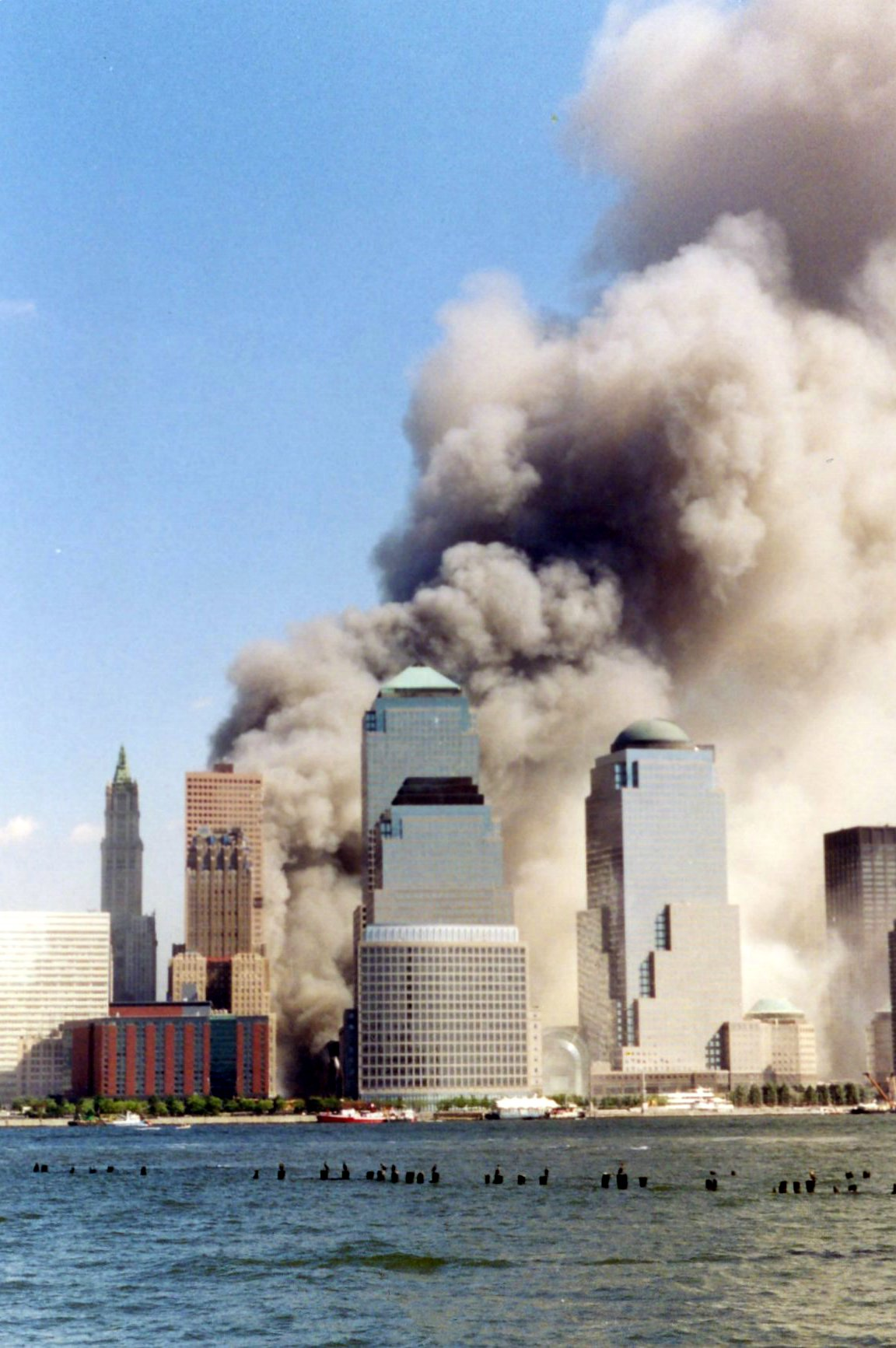
10:28. Se derrumba la Torre Norte. Las Torres Gemelas desaparecen del skyline de Nueva York y se convierten en la Zona cero.

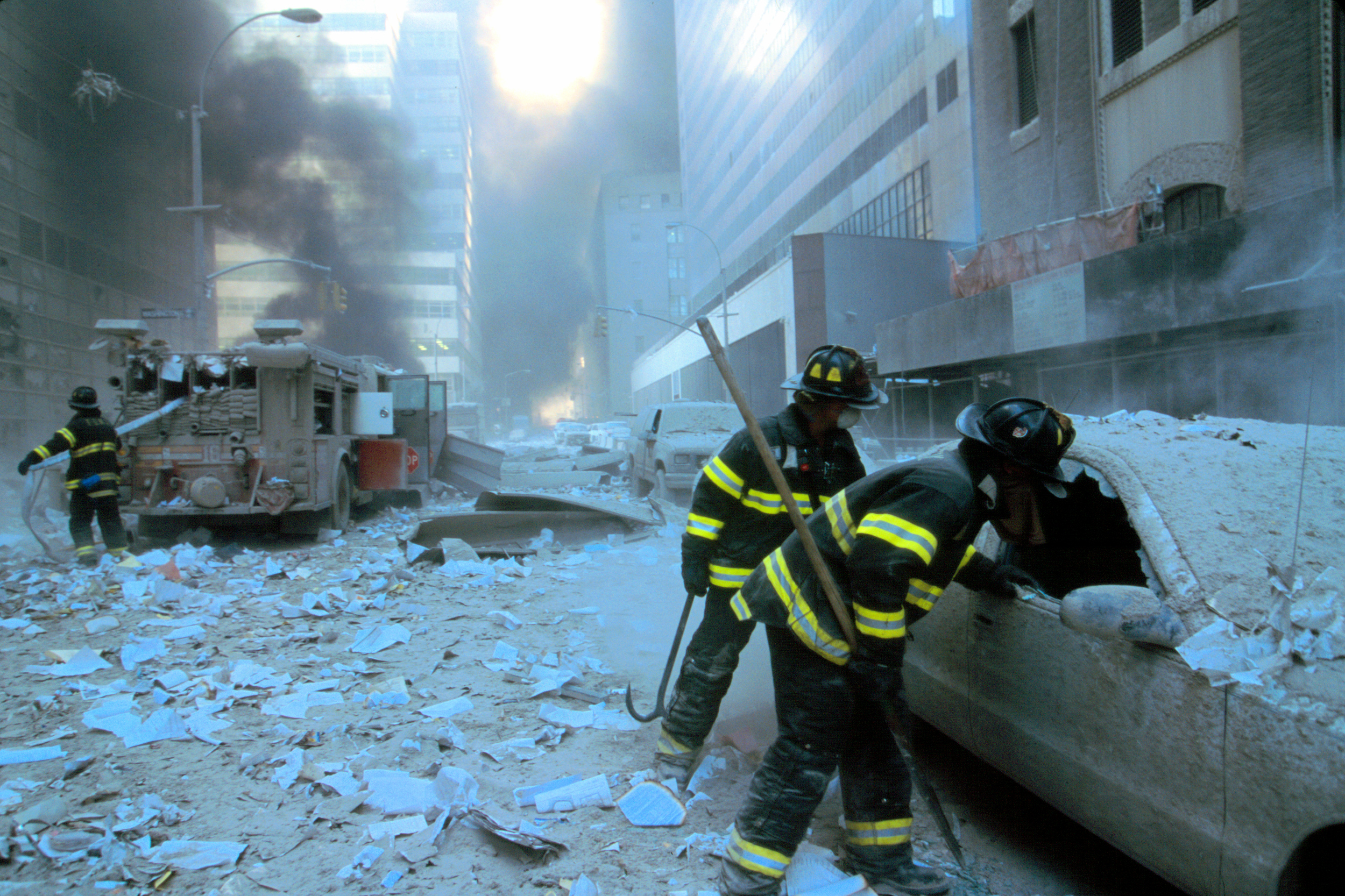
Restos de los edificios derrumbados.

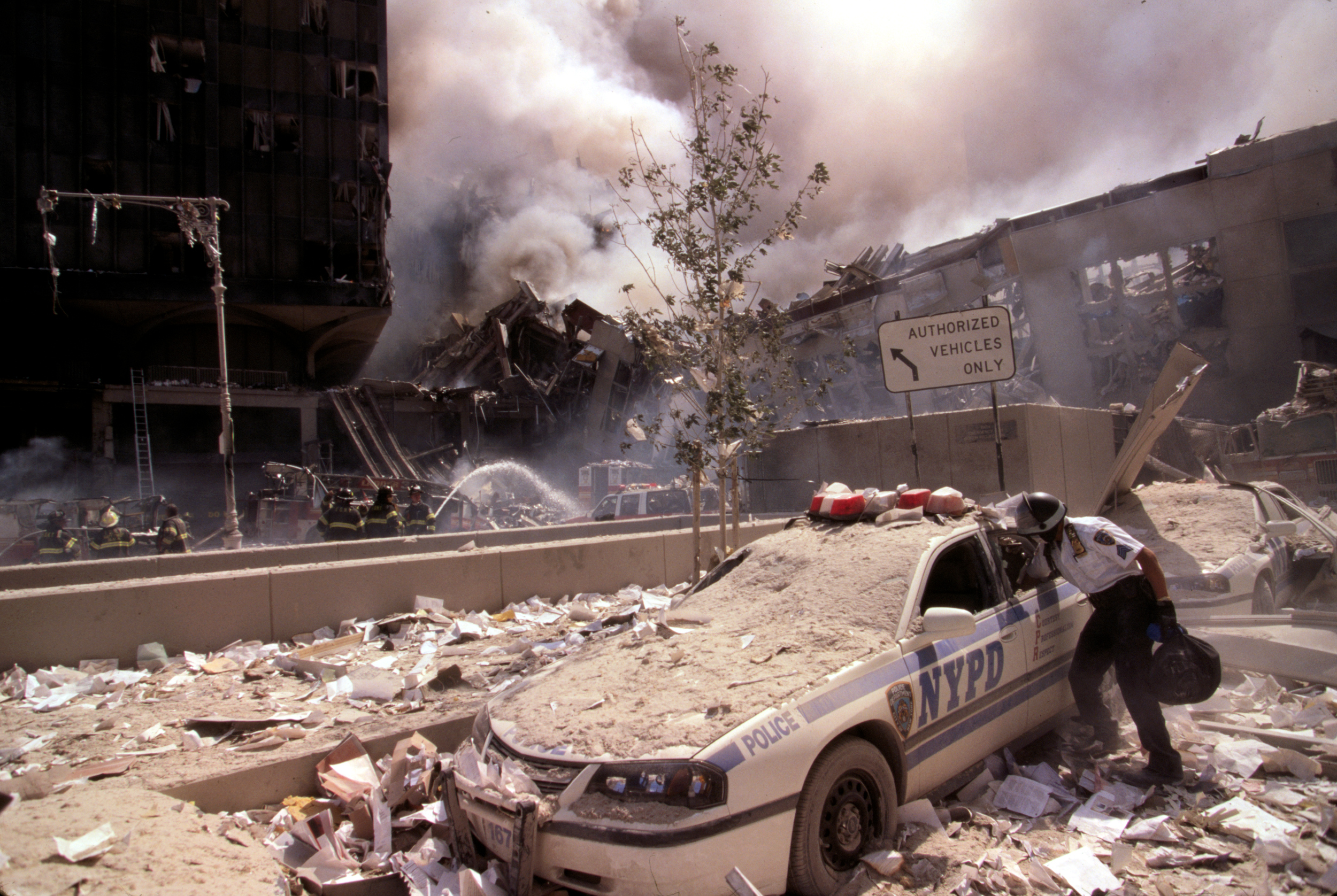
Escombros tras el ataque.

El horario está establecido según la hora local de verano en el Este de los Estados Unidos (EDT). Para establecer el tiempo universal (UTC) deben sumarse cuatro horas a la hora local.
- 08.00: El vuelo 11 de American Airlines, un Boeing 767 con 92 personas a bordo, despega del Aeropuerto Internacional Logan de Boston hacia Los Ángeles.[73]
- 08.14: El vuelo 175 de United Airlines, un Boeing 767 con 65 personas a bordo, despega del Aeropuerto Internacional Logan de Boston hacia Los Ángeles.[73]
- 08.19: La sobrecargo Betty Ong del vuelo 11 de American Airlines se comunica con la oficina de reservaciones de la compañía para informar que el avión parece estar siendo secuestrado.[74]
- 08.21: El vuelo 77 de American Airlines, un Boeing 757 con 64 personas a bordo, despega del Aeropuerto Internacional Dulles de Washington D. C., hacia Los Ángeles.[73]
- 08.37: La FAA (La Administración Federal de Aviación) notifica al NORAD (North American Aerospace Defense Command, Mando de Defensa Aérea de América del Norte) que existe una sospecha de secuestro del vuelo 11 de American.[74]
- 08.41: El vuelo 93 de United Airlines, un Boeing 757 con 44 personas a bordo, despega del Aeropuerto Internacional de Newark de Nueva Jersey hacia San Francisco.[73]
- 08.46.30: El vuelo 11 de American impacta contra la Torre Norte del World Trade Center (WTC).
- 09.02.59: El vuelo 175 de United embiste la Torre Sur del World Trade Center. El suceso es cubierto en directo por diversas cámaras de televisión que enfocaban a las Torres Gemelas a causa de la densa humareda que surgía de la Torre Norte.
- 09.03: La FAA notifica al NORAD que existe una sospecha de secuestro del vuelo 175 de United.[74]
- 09.07: El Jefe de Empleados de la Casa Blanca avisa al presidente George W. Bush que embistieron la segunda torre y que Estados Unidos se encuentra bajo ataque. El presidente se encontraba reunido con unos niños de una escuela primaria de Sarasota (Florida).[75]
- 09.08: La FAA prohíbe todos los despegues que se dirijan hacia o pasen sobre el espacio de Nueva York.[73]
- 09.10-09.25:  Richard Clarke, encargado de la oficina antiterrorista, organiza una videoconferencia desde la Casa Blanca entre los más altos jefes militares para organizar una respuesta.[76]
- 09.21: Se cierran todos los túneles y puentes de la isla de Manhattan.[73]
- 09.26: La FAA prohíbe el despegue de todos los aviones civiles.[73]
- 09.31: El presidente George W. Bush pronuncia un discurso desde la escuela primaria en la que se encuentra, informando que se trata aparentemente de un acto terrorista.[73]
- 09.34: La FAA notifica al NORAD que existe una sospecha de secuestro del vuelo 77 de American.[74]
- 09.34: El presidente George W. Bush sale de la escuela primaria de Sarasota hacia el aeropuerto.[75]
- 09.37.46: El vuelo 77 de American se estrella contra el Pentágono.
- 09.45: La FAA (con órdenes del Presidente) ordena a todos los aviones en vuelo aterrizar inmediatamente en el aeropuerto más cercano.[73]
- 09.48: El Congreso y la Casa Blanca son evacuados.[73]
- 09.57: El presidente Bush abandona Florida.[73]
- 09.59.00: Se derrumba la Torre Sur.
- 10.03.11: El vuelo 93 de United cae en campo abierto en Shanksville, Pensilvania. Al parecer, se habría producido una lucha de la tripulación y los pasajeros con los secuestradores para retomar el control del aparato.
- 10.06: La FAA notifica al NORAD que existe una sospecha de secuestro del vuelo 93 de United.[74](Aunque ya para ese momento el vuelo ya había impactado)
- 10.28.23: Cae la Torre Norte.
- 11.04: El edificio de las Naciones Unidas en Nueva York es evacuado.[73]
- 11.45: El presidente Bush aterriza en la base de la Fuerza Aérea Barksdale, en Luisiana.[77]
- 13.04: El presidente Bush declara «alerta máxima» en todas las instalaciones estadounidenses alrededor del mundo y se dirige a la nación a través de los medios de comunicación desde la base aérea Barksdale.[77]
- 13.37: El presidente Bush deja el Air Force One en la base Barksdale.[73]
- 14.51: La Marina envía destructores armados con misiles a Nueva York.[73]
- 15.07: El presidente Bush aterriza en la base aérea Offutt, en Nebraska.[73]
- 16.36: El presidente Bush deja el Air Force One en la base Offutt y ordena ser llevado a la Casa Blanca.[73]
- 17.25: Se derrumba el edificio 7 de 47 pisos del World Trade Center.[73]
- 19.00: El presidente Bush llega a la Casa Blanca.[73]
- 20.30: El presidente Bush habla a la nación desde el Despacho Oval, en la Casa Blanca.[73]

### Víctimas
Las muertes se contaron por miles, falleciendo exactamente 2996 personas, incluyendo 265 muertos en los cuatro aviones estrellados (ninguno de sus ocupantes sobrevivió); 2606 en Nueva York, tanto dentro de las Torres Gemelas como en la base de las mismas, y 125 muertos dentro del edificio del Pentágono. Entre las víctimas se contaban 343 bomberos del Departamento de Bomberos de la Ciudad de Nueva York, 23 policías del Departamento de Policía de Nueva York y 37 policías de la autoridad portuaria de Nueva York y Nueva Jersey. En 2013 todavía permanecían 24 personas más entre la lista de desaparecidos.
El banco de inversiones Cantor Fitzgerald, que estaba ubicado en los pisos 101 a 105 de la Torre Norte del World Trade Center, perdió 658 empleados, una cantidad considerablemente mayor a la de otros empleadores. Howard Lutnick presidente de Cantor Fitzgerald, se salvó de morir en los ataques ya que esa mañana llevó a su hijo a su primer día de clases, pero perdió en los atentados a su hermano menor Gary de 36 años, que trabajaba en Cantor en la planta 104.
Marsh & McLennan, una compañía de seguros que estaba ubicada inmediatamente debajo de Cantor Fitzgerald, en los pisos 93 a 100 en la Torre Norte, perdió 358 empleados y Aon Corporation en la Torre Sur perdió 175 empleados que también fueron asesinados. El Instituto Nacional de Estándares y Tecnología (NIST) estimó que unos 17 400 civiles estaban en el complejo del World Trade Center en el momento de los ataques. La Autoridad Portuaria de Nueva York y Nueva Jersey sugiere que 14 154 personas estaban en las Torres Gemelas a las 8:46 a. m., cuando el primer avión, el vuelo 11 de American Airlines golpeó a la Torre Norte. La mayoría de las personas por debajo de las zonas de impacto evacuaron los edificios de manera segura.
Semanas después de los ataques, se estimó que el número de muertos era de más de 6000, más del doble del número de muertes finalmente confirmadas. La ciudad de Nueva York solo pudo identificar los restos de alrededor de 1600 víctimas del World Trade Center. La oficina del servicio médico forense recolectó «alrededor de 10 000 fragmentos de huesos y tejidos no identificados que no se pueden comparar con la lista de muertos». En 2006, trabajadores que se estaban preparando para demoler el edificio dañado del Deutsche Bank, encontraron en la azotea del edificio fragmentos de huesos. En 2010, un equipo de antropólogos y arqueólogos buscaron restos humanos y artículos personales en el relleno sanitario Fresh Kills, donde se recuperaron 72 restos humanos más, con lo que en total fueron encontrados 1845. El análisis de ADN continúa en un intento de identificar víctimas adicionales. Los restos se encuentran almacenados en las instalaciones del médico forense de la ciudad de Nueva York. Se esperaba que los restos de las víctimas fueran trasladados en 2013 a un depósito detrás de una pared en el museo del 11 de septiembre. En julio de 2011, un equipo de científicos de la Oficina del Médico Forense todavía estaba tratando de identificar restos humanos, con la esperanza de que una tecnología mejorada les permita identificar a otras víctimas. El 7 de agosto de 2017, la víctima 1641 fue identificada como resultado de la tecnología de ADN recientemente disponible, y la víctima 1642 fue identificada el 26 de julio de 2018. En 2021, a 20 años de los atentados, se identificaron dos víctimas más. Una mujer, la número 1646, y un hombre, el número 1647. Aun quedan por identificar los restos de 1100 personas.
Según las cifras presentadas por el Departamento de Salud en enero de 2002, 139 latinoamericanos estuvieron entre los muertos del atentado terrorista de Al-Qaeda contra las Torres Gemelas, representando un 16% del total. De estos, 25 eran nacionales de la República Dominicana, 21 de Argentina, 18 de Colombia, 13 de Venezuela, 11 de Ecuador, 7 de El Salvador, 6 de Cuba, 3 de Bolivia, 3 de Brasil y 2 de Chile. En otros sitios, se habla de 15 muertos de México, así como otros de Honduras, Jamaica, Perú, Paraguay, Uruguay, Guatemala y Guyana.
| País                 | Muertos |
| -------------------- | ------- |
| Reino Unido          | 69      |
| India                | 41      |
| Sudáfrica            | 32      |
| Corea del Sur        | 28      |
| República Dominicana | 25      |
| Canadá               | 24      |
| Japón                | 24      |
| Argentina            | 21      |
| Colombia             | 18      |
| Indonesia            | 17      |
| Filipinas            | 16      |
| Jamaica              | 16      |
| México               | 15      |
| Trinidad y Tobago    | 14      |
| Venezuela            | 13      |
| Alemania             | 11      |
| Ecuador              | 11      |
| Australia            | 10      |
| Italia               | 10      |
| Rusia                | 9       |
| El Salvador          | 7       |
| Bangladés            | 6       |
| Cuba                 | 6       |
| Irlanda              | 6       |
| Pakistán             | 6       |
| Perú                 | 6       |
| Polonia              | 6       |
| Israel               | 5       |
| China                | 4       |
| Francia              | 4       |
| Honduras             | 4       |
| Líbano               | 4       |
| Países Bajos         | 4       |
| Portugal             | 4       |
| Rumania              | 4       |
| Bolivia              | 3       |
| Brasil               | 3       |
| España               | 3       |
| Malasia              | 3       |
| Bermudas             | 2       |
| Chile                | 2       |
| Etiopía              | 2       |
| Ghana                | 2       |
| Guatemala            | 2       |
| Guyana               | 2       |
| Haití                | 2       |
| Hong Kong            | 2       |
| Jordania             | 2       |
| Nueva Zelanda        | 2       |
| Paraguay             | 2       |
| RD Congo             | 2       |
| RF Yugoslavia        | 2       |
| Suiza                | 2       |
| Bélgica              | 1       |
| Bielorrusia          | 1       |
| Costa de Marfil      | 1       |
| Kenia                | 1       |
| Lituania             | 1       |
| Moldavia             | 1       |
| Nigeria              | 1       |
| Sri Lanka            | 1       |
| Suecia               | 1       |
| Taiwán               | 1       |
| Ucrania              | 1       |
| Uruguay              | 1       |
| Uzbekistán           | 1       |

Los atentados supusieron el ataque terrorista de mayor importancia contra Estados Unidos, al superar al atentado de Oklahoma City cometido por los terroristas de ultraderecha Timothy McVeigh y Terry Nichols, que causó 168 muertos, y los ataques llevados a cabo por células de Al-Qaeda en 1998 contra las embajadas estadounidenses en Kenia y Tanzania.

### Supervivientes
Según la Comisión del 11-S, aproximadamente 16 000 personas se encontraban en las zonas de impacto del complejo del World Trade Center al momento de los ataques. La gran mayoría de ellos sobrevivió gracias a las labores de evacuación antes del derrumbe de las torres.
La española Alicia Esteve se hizo pasar por superviviente del atentado. Adoptó una identidad falsa (Tania Head) e incluso llegó a ser presidenta de la Red de Supervivientes de la catástrofe del World Trade Center. Gracias al diario The New York Times, se descubrió su fraude; y gracias al diario español La Vanguardia se reveló su verdadera identidad.

### Derrumbe del World Trade Center

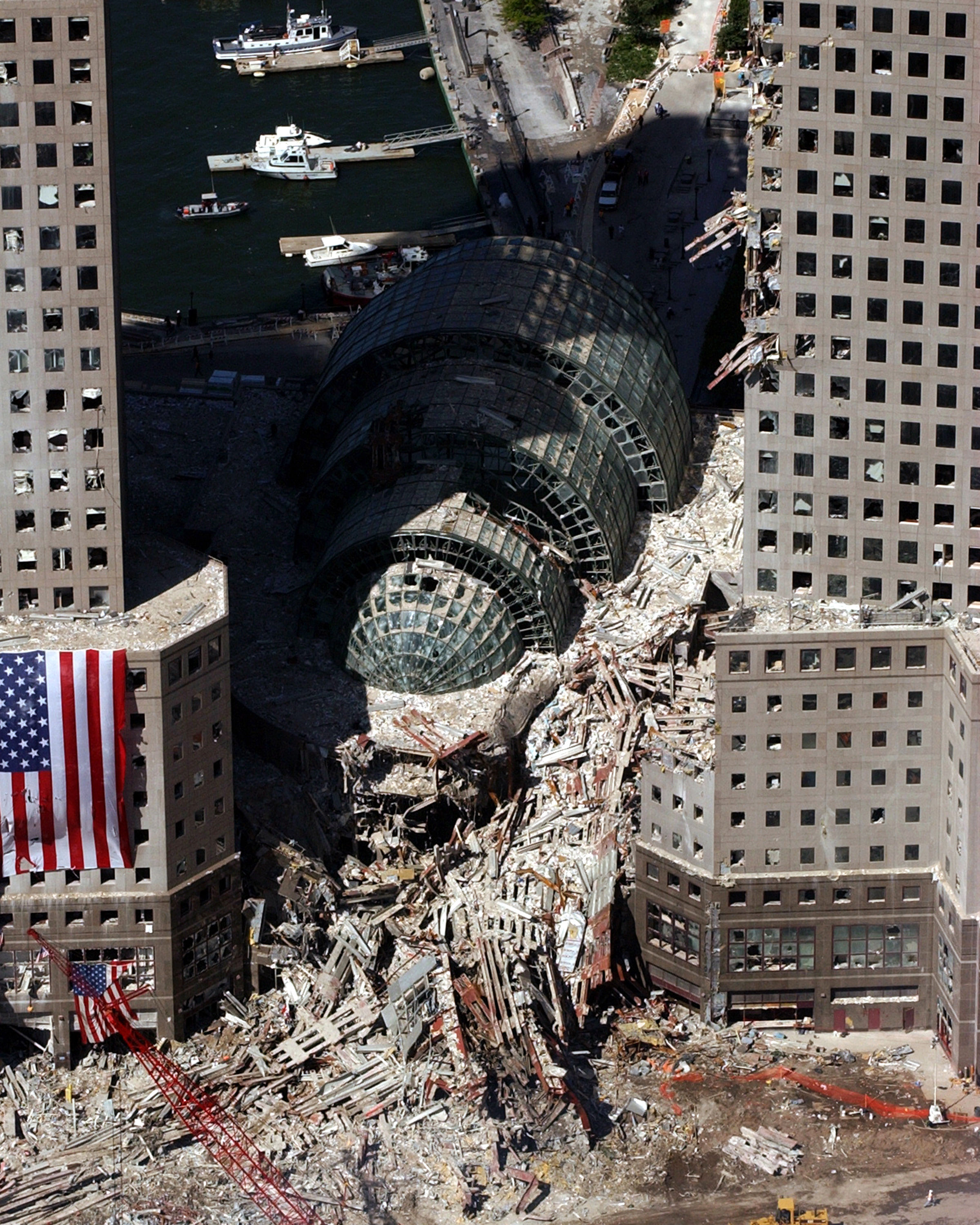
Edificios alrededor del World Trade Center seriamente dañados por la caída de las Torres Gemelas. 17 de septiembre de 2001.

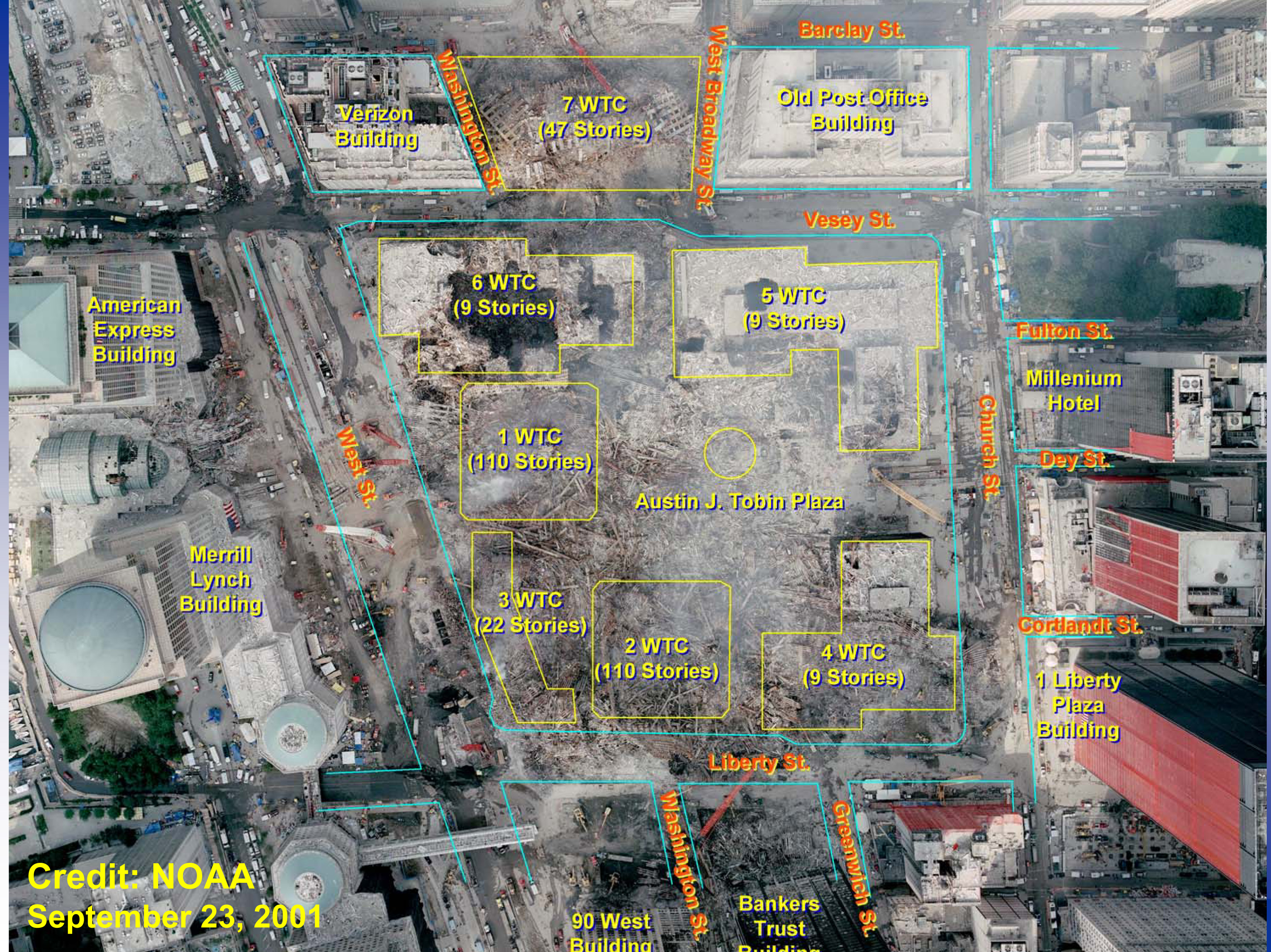
Foto aérea de la zona cero con la ubicación original de los edificios.

Tres edificios del complejo del World Trade Center se derrumbaron debido a fallos estructurales el día de los ataques. La Torre Sur cayó a las 9:59 (GMT-4 hora local de Nueva York), tras estar en llamas durante 56 minutos en un fuego causado por el impacto del vuelo 175 de United Airlines a las 9:03. La Torre Norte cayó a las 10:28, tras estar en llamas aproximadamente 102 minutos en un fuego causado por el impacto del vuelo 11 de American Airlines a las 8:46. Un tercer edificio, el World Trade Center 7 (WTC 7), se derrumbó a las 17:20, al parecer tras haber sido seriamente dañado por los escombros de las Torres Gemelas al caer, junto con una serie de incendios. Numerosos edificios adyacentes al complejo también sufrieron daños sustanciales, se incendiaron y tuvieron que ser demolidos. El edificio del Deutsche Bank fue la única estructura grande que sufrió daños e incendios en la zona cero que a 2006 aún no había sido totalmente demolida. La demolición se llevó a cabo en febrero de 2011.[actualizar]
Una investigación técnica federal del edificio y de seguridad de los derrumbes de la Torres Gemelas y el WTC 7 fue realizada por el National Institute of Standards and Technology (NIST) del Departamento de Comercio de los Estados Unidos. Los objetivos de esta investigación, que tomó en cuenta la construcción del edificio, los materiales usados, y las condiciones técnicas que contribuyeron al derrumbe, se dieron por cumplidos el 6 de abril de 2005. La investigación estableció una serie de bases para:
- Mejorar los criterios con que los edificios son diseñados, construidos, mantenidos y usados.
- Mejoras en las herramientas y las indicaciones para la industria de la construcción y para los responsables de seguridad.
- Revisiones de los reglamentos de incendio de los edificios, estándares y prácticas.
- Mejoras en la seguridad pública.

El informe concluye que la protección contra incendios de las infraestructuras de acero de las Torres Gemelas salió desprendida con el impacto inicial de los aviones y que, si esto no hubiera ocurrido, las torres probablemente habrían permanecido erguidas. Los incendios debilitaron las cerchas que sostenían los pisos, e hicieron que los pisos se combaran. A su vez, los pisos al combarse, tiraron de las columnas de acero exteriores hasta el punto que se inclinaron hacia el interior. Con los daños a las columnas principales, las columnas exteriores torcidas no pudieron soportar el peso de los edificios, produciéndose el derrumbe. Además, el informe afirma que los huecos de las escaleras de las torres no fueron reforzados adecuadamente para proporcionar una salida de emergencia para las personas que se encontraban por encima de las zonas de impacto. El NIST declaró que el informe final sobre el derrumbe del WTC 7 aparecería en un informe separado.
Aparte del derrumbe de las Torres Gemelas y el WTC 7, otros 23 edificios fueron dañados. Actualmente al área ocupada por los restos materiales de las Torres Gemelas se la conoce como Zona Cero y está construido en el lugar el National September 11 Memorial & Museum un memorial y museo que contiene dos piscinas de agua, en los cimientos que ocupaban antiguamente las Torres Gemelas, que tiene a sus alrededores paneles de bronce con los nombres de las víctimas que murieron en los atentados del 26 de febrero de 1993 y del 11 de septiembre de 2001 y El nuevo edificio que reemplaza a las desaparecidas Torres Gemelas llamado One World Trade Center fue inaugurado oficialmente el 3 de noviembre de 2014.

#### Daños

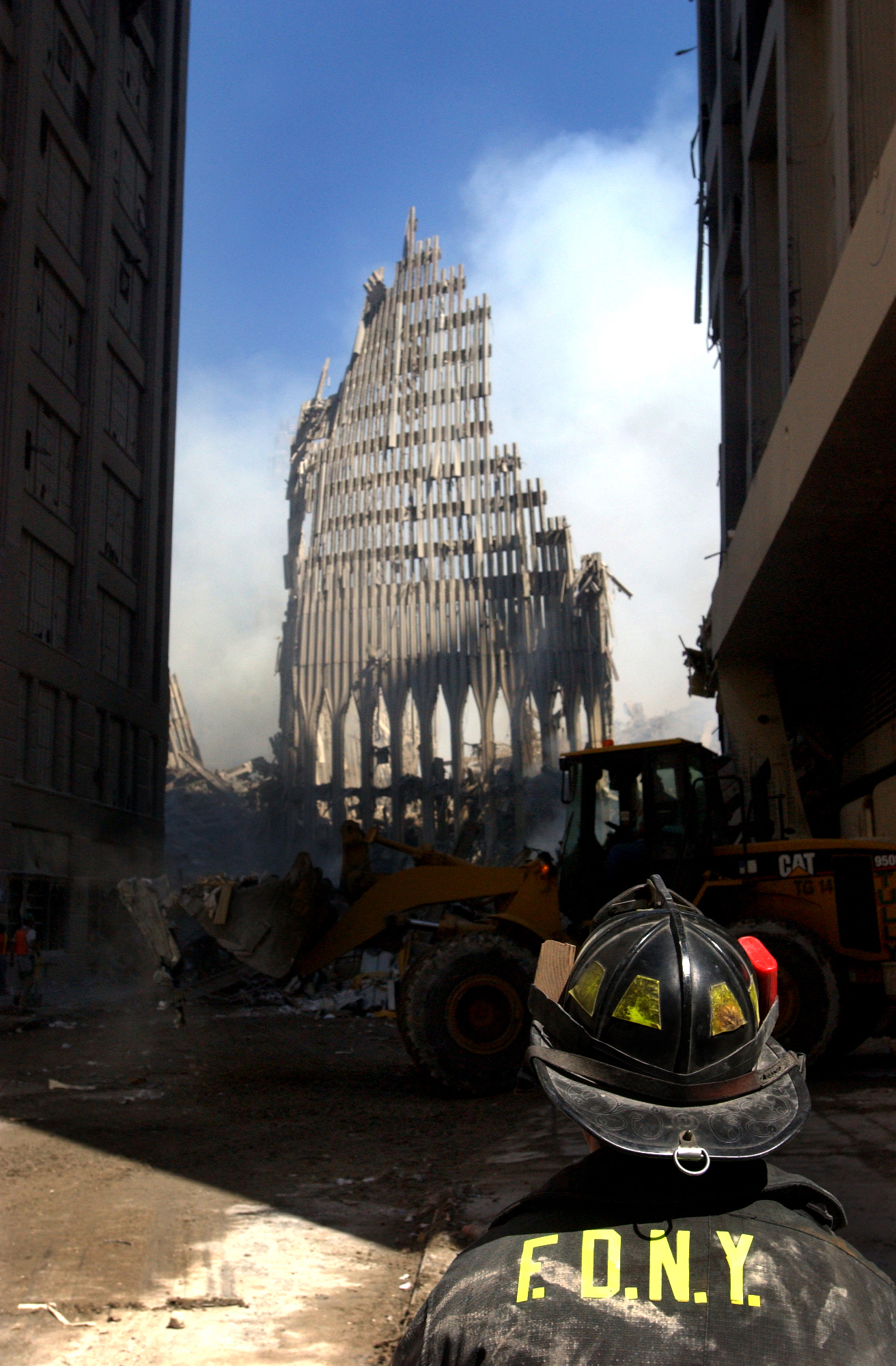
13 de septiembre de 2001: Un bombero de Nueva York observa lo que queda de la Torre Sur.

Aparte de las dos Torres Gemelas, de 110 plantas cada una, cinco edificios del World Trade Center resultaron destruidos o seriamente dañados, entre ellos el WTC 7 y el hotel Marriott, cuatro estaciones del metro de Nueva York y la iglesia cristiana ortodoxa de San Nicolás. En total, en Manhattan 32 edificios sufrieron daños. Más tarde, el Deutsche Bank Building situado en Liberty Street y Borough of Manhattan Community College's Fiterman Hall en el 30 de West Broadway tuvieron que ser demolidos debido al estado en que quedaron, que los hacía inhabitables. Actualmente, están a la espera de ser reconstruidos. Varios equipos de comunicaciones también sufrieron daños. Sin ir más lejos, la antena de telecomunicaciones de la Torre Norte cayó con su derrumbe, mientras que otras antenas de radio de torres colindantes resultaron también gravemente dañadas.
En el condado de Arlington, una porción del Pentágono fue gravemente dañada por el fuego y el impacto del avión. Al cabo de un rato, una sección entera del edificio se derrumbó.

## Los perpetradores materiales

### Secuestradores

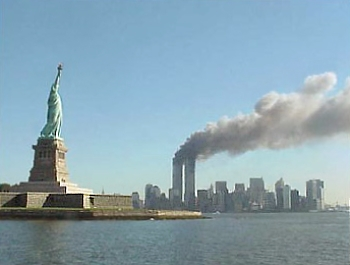
La Estatua de la Libertad y, en segundo plano, las «torres gemelas» del World Trade Center ardiendo antes de derrumbarse.

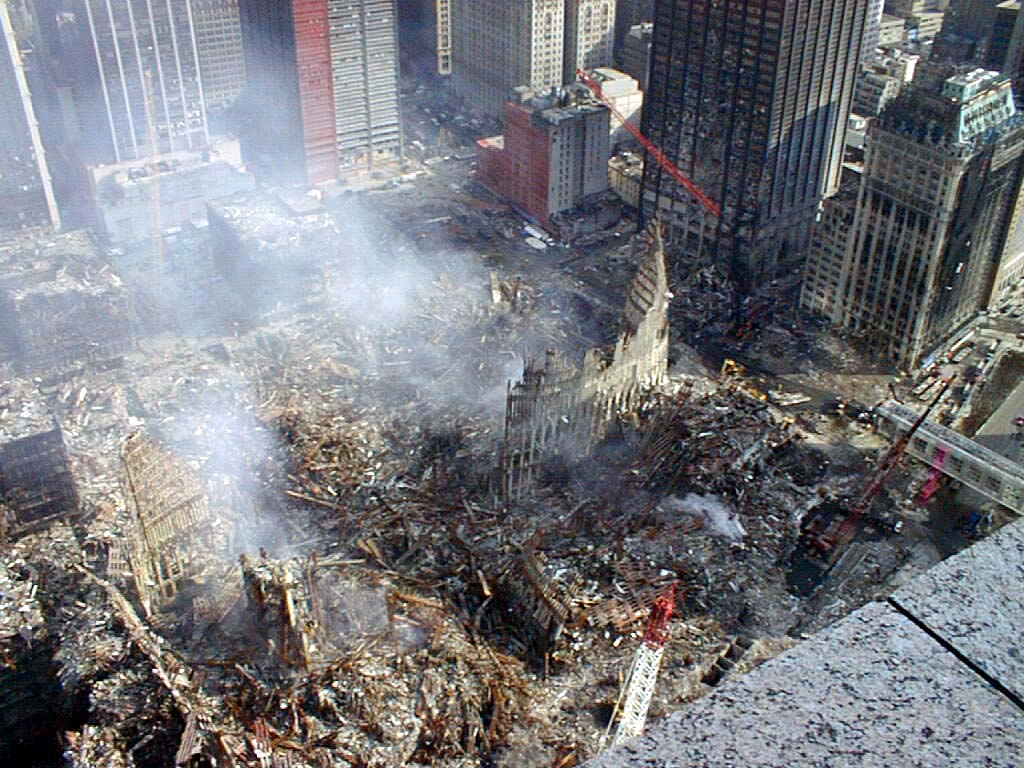
Escombros del World Trade Center.

Diecinueve hombres árabes embarcaron en los cuatro aviones, cinco en cada uno excepto en el del vuelo 93 de United Airlines, en el que viajaron cuatro secuestradores. De los atacantes, 15 eran de Arabia Saudita, 2 de Emiratos Árabes Unidos, 1 de Egipto y 1 de Líbano. En general, eran personas con estudios y procedentes de familias acomodadas. La lista completa es:
En el vuelo 11 de American Airlines:
- Mohammed Atta (egipcio y supuesto piloto)
- Waleed al-Shehri (saudí)
- Wail al-Shehri (saudí)
- Abdulaziz al-Omari (saudí)
- Satam al-Suqami (saudí)

En el vuelo 175 de United Airlines:
- Marwan al-Shehhi (emiratí y supuesto piloto)
- Fayez Banihammad (emiratí)
- Mohand al-Shehri (saudí)
- Hamza al-Ghamdi (saudí)
- Ahmed al-Ghamdi (saudí)

En el vuelo 77 de American Airlines:
- Hani Hanjour (saudí y supuesto piloto)
- Khalid al-Mihdhar (saudí)
- Majed Moqed (saudí)
- Nawaf al-Hazmi (saudí)
- Salem al-Hazmi (saudí)

En el vuelo 93 de United Airlines:
- Ziad Jarrah (libanés y supuesto piloto)
- Ahmed al-Haznawi (saudí)
- Ahmed al-Nami (saudí)
- Saeed al-Ghamdi (saudí)

#### Otros secuestradores potenciales
Veintisiete miembros de la organización terrorista Al Qaeda, trataron de entrar a los Estados Unidos para formar parte de los atentados, pero muchos de ellos fueron arrestados o sus visas para acceder al país fueron denegadas. Finalmente, solo 19 miembros de Al Qaeda tuvieron éxito en los trámites de sus visas y fueron los que participaron en los ataques. Los otros ocho son llamados a menudo «el vigésimo secuestrador»:
- Ramzi Binalshibh supuestamente quería formar parte de los ataques, pero le fue negado el visado para entrar al país.
- Mohamed al-Kahtani, ciudadano de Arabia Saudí pudo también haber planeado unirse a los secuestradores, pero autoridades del Servicio de Inmigración y Control de Aduanas de los Estados Unidos en el Aeropuerto Internacional de Orlando denegaron su entrada al país. Fue capturado posteriormente en Afganistán y hecho prisionero en Guantánamo.
- Zacarias Moussaoui, según se informó, fue considerado como un posible reemplazo de Ziad Jarrah cuando este amenazó con abandonar debido a tensiones entre los secuestradores. Se supone que la dirección de Al Qaeda no confiaba en él y se desechó la idea. Fue arrestado el 16 de agosto de 2001, cuatro semanas antes de los ataques por asuntos de inmigración, aunque los agentes del FBI creyeron que tenía intenciones violentas. Había recibido entrenamiento de vuelo ese mismo año. En abril de 2005, se declaró culpable de conspirar para el secuestro de aviones y de participación en Al Qaeda, pero negó tener conocimiento de los ataques del 11-S. Moussaoui afirmó en marzo de 2006 que bajo la dirección personal de Osama bin Laden, y en colaboración con Richard Reid, debía secuestrar un quinto avión y estrellarlo contra la Casa Blanca.[94] Sus abogados defensores dijeron que se trataba de una fantasía de Moussaoui, que nunca fue operativo de Al Qaeda. En un vídeo de mayo de 2006, Osama bin Laden afirmó que Moussaoui no tenía conexión alguna con los sucesos del 11 de septiembre, y que él lo sabía porque "fui responsable de la confianza de los 19 hermanos que llevaron a cabo el ataque".[95]

El 3 de mayo de 2006, un jurado federal rechazó la pena de muerte para los acusados y los condenó a seis cadenas perpetuas en prisión sin libertad condicional.
En su juicio, el agente del FBI, Greg Jones, testificó que con anterioridad a los ataques ya había avisado a su supervisor Michael Maltbie, de que «evitara que Zacarias Moussaoui estrellara un avión contra el World Trade Center». Maltbie se había negado a actuar en 70 peticiones de otro agente, Harry Samit, para poder buscar en el ordenador de Moussaoui.
Otros miembros de Al Qaeda que intentaron participar pero no lo lograron fueron Saeed al-Ghamdi (no confundir con el secuestrador del mismo nombre que sí intervino), Mushabib al-Hamlan, Zakariyah Essabar, Ali Abdul Aziz Ali, y Tawfiq bin Attash. Según el Informe de la Comisión del 11-S, Jalid Sheij Mohamed, autor intelectual del ataque, quería echar al menos a un miembro del equipo (Khalid al-Mihdhar) pero Osama bin Laden se opuso.

## Ataques con carbunco

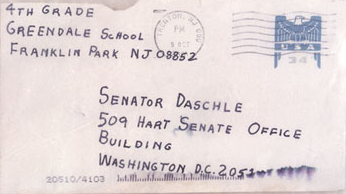
Carta con carbunco enviada al senador Daschle. El mensaje decía: «11-09-01. Ustedes no pueden detenernos. Tenemos ántrax. Ustedes mueren ahora. ¿Tienen miedo? Muerte a los Estados Unidos. Muerte a Israel. Alá es grande». La carta fue procesada por el centro postal de Brentwood (Washington D. C.) donde dos trabajadores postales murieron debido a la inhalación de ántrax, Joseph Curseen Jr. y Thomas Morris Jr.

Una semana después del 11-S, el 18 de septiembre, comenzaron una serie de atentados terroristas utilizando carbunco o ántrax maligno, una bacteria mortal. Durante el transcurso de varias semanas, hasta el 9 de octubre, los terroristas utilizaron el correo para exponer el carbunco a periodistas, políticos y empleados civiles en Nueva York, Nueva Jersey, Washington D. C. y Florida. Un total de 22 personas fueron contaminadas con ántrax, de las cuales cinco murieron.
Estos ataques acentuaron la inseguridad ciudadana y el clima de terror producidos por los atentados del 11 de septiembre.
Los autores de los ataques nunca pudieron ser identificados. El vicepresidente de EE. UU., Dick Cheney, afirmó que no le sorprendería encontrar a Osama bin Laden detrás de estos atentados y sostuvo que:

La única manera de mostrar responsabilidad es actuar considerando que podría haber un nexo. Sabemos que Bin Laden ha intentado a través de los años obtener armas de destrucción masiva, tanto biológicas como químicas.

Si bien los organismos de seguridad de Estados Unidos no pudieron identificar a los terroristas, el procurador general John Ashcroft mencionó como una «persona de interés» potencialmente relacionada con los mismos, a Steven Hatfill, médico y experto en armas biológicas, aunque no se le levantaron cargos. Años después Hatfill ganó un juicio contra el Estado por 5,6 millones de dólares por el daño moral causado por las imputaciones.
Más adelante se demostró que las esporas provenían de un laboratorio del ejército de los Estados Unidos. El FBI imputó al investigador Bruce Edwards Ivins haber sido el terrorista que realizó el atentado, pero no pudo ser juzgado debido a que murió en un aparente suicidio.

## Efectos a largo plazo

### Efectos económicos
Los ataques tuvieron un impacto significativo en los mercados estadounidenses y mundiales. La Reserva Federal redujo temporalmente sus contactos con bancos por la falta del equipo perdido en el distrito financiero de Nueva York. En horas, se recuperó el control sobre el suministro de dinero, con la consecuente liquidez para los bancos. Los índices bursátiles New York Stock Exchange (NYSE), American Stock Exchange y NASDAQ no abrieron el 11 de septiembre y permanecieron cerrados hasta las 15:37 del 17 de ese mismo mes. Los sistemas del NYSE no fueron dañados por el ataque, pero los daños en las redes telefónicas del sistema financiero del World Trade Center impidieron que funcionara.
Cuando los mercados reabrieron el 17 de septiembre de 2001, tras el mayor parón desde la Gran Depresión, el índice Dow Jones Industrial Average cayó 684 puntos (7,1 %), hasta 8920, en su mayor caída en un solo día. Al final de la semana, el Dow Jones había perdido 1369,7 puntos (14,3 %), su mayor caída en una semana. Desde entonces Wall Street permanece protegido contra un atentado terrorista.

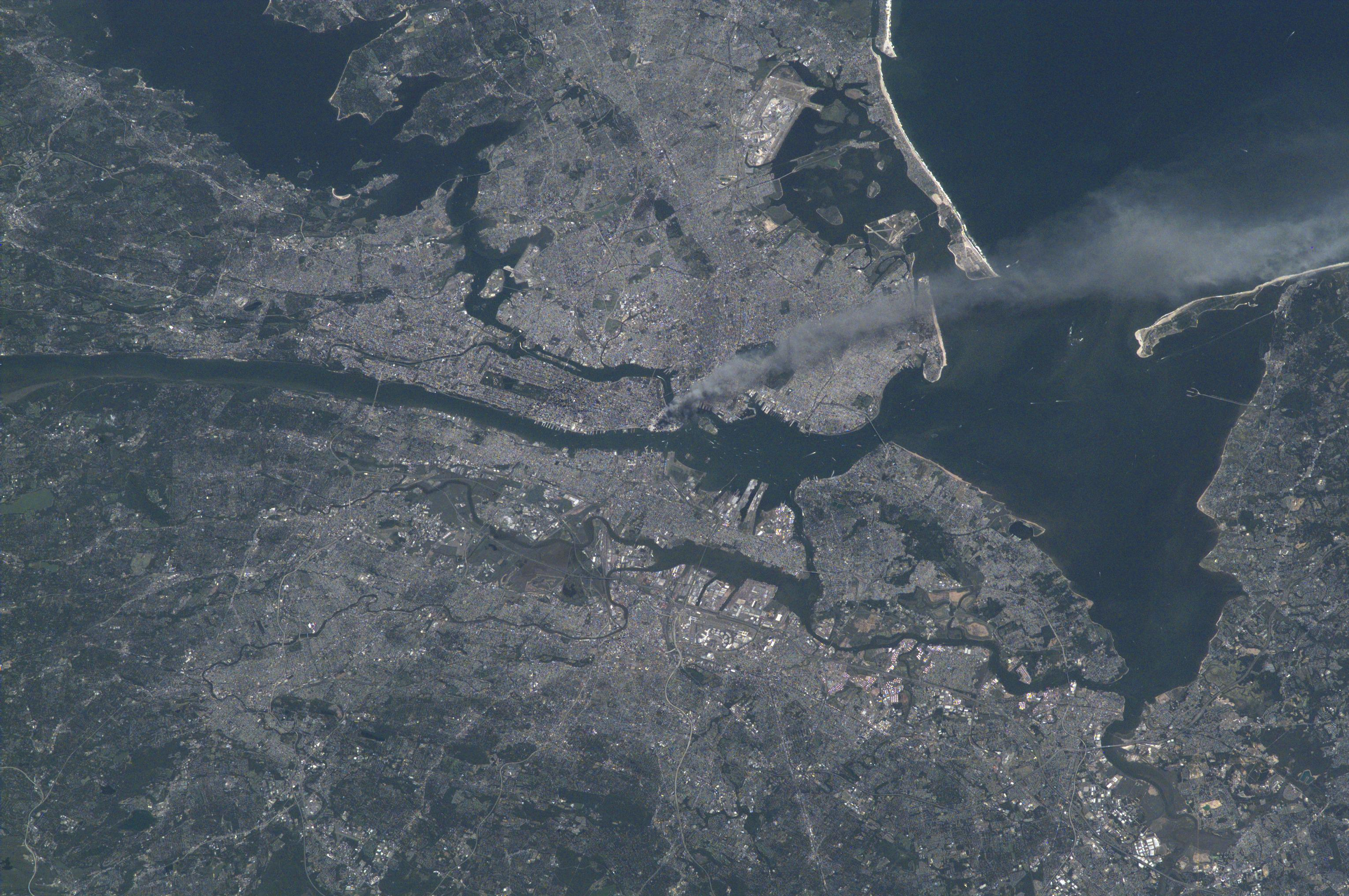
Manhattan bajo el humo tras el ataque, visto desde el espacio.

La economía del Bajo Manhattan, tercer distrito económico de Estados Unidos, quedó devastada. El 35% del suelo de oficinas (2,7 millones de m³), muchos de ellos de clase A, fue destruido o dañado. El edificio del Deutsche Bank, vecino de las Torres Gemelas tuvo que ser cerrado por los daños y demolido. La electricidad, teléfono y gas fueron cortados. Se restringió la entrada de personas en el Soho y Bajo Manhattan. El traslado de muchos de los puestos de trabajo ubicados anteriormente aquí, hacia Midtown y Nueva Jersey se aceleró. Varias opiniones afirmaban que los ingresos fiscales de la zona no se recuperarían.
La reconstrucción se ha enfrentado a la falta de acuerdo sobre las prioridades. Por ejemplo, el alcalde Bloomberg hizo de la candidatura de Nueva York para los Juegos Olímpicos de 2012 el eje de su plan de desarrollo 2002-2005, mientras que el gobernador Pataki delegó en la Corporación para el Desarrollo del Bajo Manhattan, duramente criticada por los escasos logros obtenidos con los amplios fondos recibidos. En los solares de los edificios colindantes (WTC 7) se comenzó a construir un nuevo complejo de oficinas en 2006. El One World Trade Center se terminó en el año 2014 y alcanza 541 m de altura, lo que le convirtió en el edificio más alto de la ciudad de Nueva York. Tres torres más se construyeron en la zona este del World Trade Center, las cuales fueron terminadas entre los años 2007 y 2012.
Las pérdidas del sector aéreo fueron significativas: el espacio aéreo estadounidense permaneció cerrado durante varios días por primera vez en su historia, y en varios países como Canadá. Tras su reapertura, las compañías aéreas sufrieron una disminución de su tráfico. Se estima que el negocio perdió un 20% de su tamaño, y los problemas financieros de las compañías aéreas estadounidenses se agravaron, dando lugar a una crisis económica.
Crisis económica de 2008
Tras los atentados del 11 de septiembre de 2001, Estados Unidos apostó por la desregulación de los mercados, las bajadas de impuestos y de tipos de interés y la expansión del crédito, lo cual causó una burbuja inmobiliaria en las denominadas hipotecas subprime. A eso había que sumar los gastos multimillonarios en la guerra de Afganistán y la guerra de Irak que pudieron costar desde 2 billones de dólares hasta 6 billones en total. La burbuja finalmente empezó a desmoronarse en agosto de 2007 y colapsó de forma brutal en septiembre de 2008 cuando quebró el banco Lehman Brothers.

### Impacto sobre la economía
La economía estadounidense entró en una fase de recesión desde 2001 como resultado de la inseguridad y la desconfianza creciente en la seguridad del mundo occidental después de una década de crecimiento prácticamente ininterrumpido, a pesar de que la actividad económica ya había mostrado señales de agotamiento desde 1998, efecto de la crisis asiática, con la pérdida de más de un millón de empleos en el sector industrial entre los años 1999 y 2000.
Los ataques terroristas agravaron la situación al reducirse fuertemente el consumo como consecuencia del estado de psicosis de la población, que evitaba visitar sitios concurridos o viajar. El sector aéreo fue uno de los más afectados, pues la demanda de vuelos comerciales se redujo drásticamente, debido sobre todo al temor de que se repitieran las acciones terroristas, y también a la resistencia del público a someterse a las medidas rigurosas de seguridad en los aeropuertos. En un intento por aliviar esta situación, el Congreso aprobó un paquete financiero de 15 000 millones de dólares para el sector aéreo, en tanto que el gobierno de Bush adelantó un recorte adicional de los impuestos para revitalizar el consumo; esta medida tuvo efectos negativos en el presupuesto, ya de por sí mermado por los gastos de la guerra.

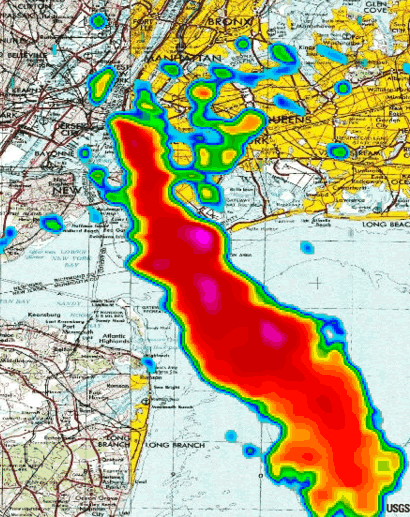
Humo alrededor del World Trade Center, visto por un radar meteorológico.

### Efecto potencial en la salud
Los miles de toneladas de escombros tóxicos resultado de la caída de las Torres Gemelas están compuestos por: un 50 % de material no fibroso y escombros de construcción; un 41 % de vidrio y fibra; un 9,2 % de celulosa y un 0,8 % de asbesto, plomo y mercurio. Además se liberaron niveles sin precedentes de dioxinas e hidrocarburos policíclicos aromáticos en los fuegos que ardieron durante los tres meses siguientes. Esto causó varias enfermedades en los equipos de rescate y reconstrucción que trabajaron en la zona cero, incluyendo la muerte del agente James Zadroga. Los efectos se han extendido también a la salud de los habitantes del Bajo Manhattan y la cercana Chinatown. Según una especulación científica, la exposición a varios productos tóxicos y los contaminantes del aire circundante a las Torres tras el derrumbe del WTC podría tener efectos negativos en el desarrollo fetal.
Debido a este riesgo potencial, un notable centro de salud de niños está actualmente analizando a los hijos de madres que estaban embarazadas durante el derrumbe del WTC y que vivían o trabajaban cerca de las torres. El personal de este estudio evalúa a los niños usando test psicológicos cada año y entrevista a las madres cada seis meses. El propósito del estudio es determinar si hay diferencias significativas en el desarrollo y la salud de los niños de las madres que estuvieron expuestas a los productos tóxicos, frente a niños cuyas madres no estuvieron expuestas a la contaminación.
En mayo de 2007, el máximo responsable forense de Nueva York, Charls F. Hirst admitió que la muerte de una abogada se debió a la exposición a la nube tóxica, lo que constituyó el primer reconocimiento oficial de una muerte como consecuencia del polvo tras la caída de las Torres Gemelas. Declarando que: "Casi con toda certeza, más allá de una duda razonable, la exposición al polvo del World Trade Center contribuyó a la muerte de Dunn-Jones". Un total de 7300 trabajadores de la zona cero presentaron denuncia y reclaman compensaciones a la ciudad por la exposición y manipulación de las sustancias tóxicas de las Torres.

## Autoría

### Responsabilidades

#### Implicación de Al Qaeda

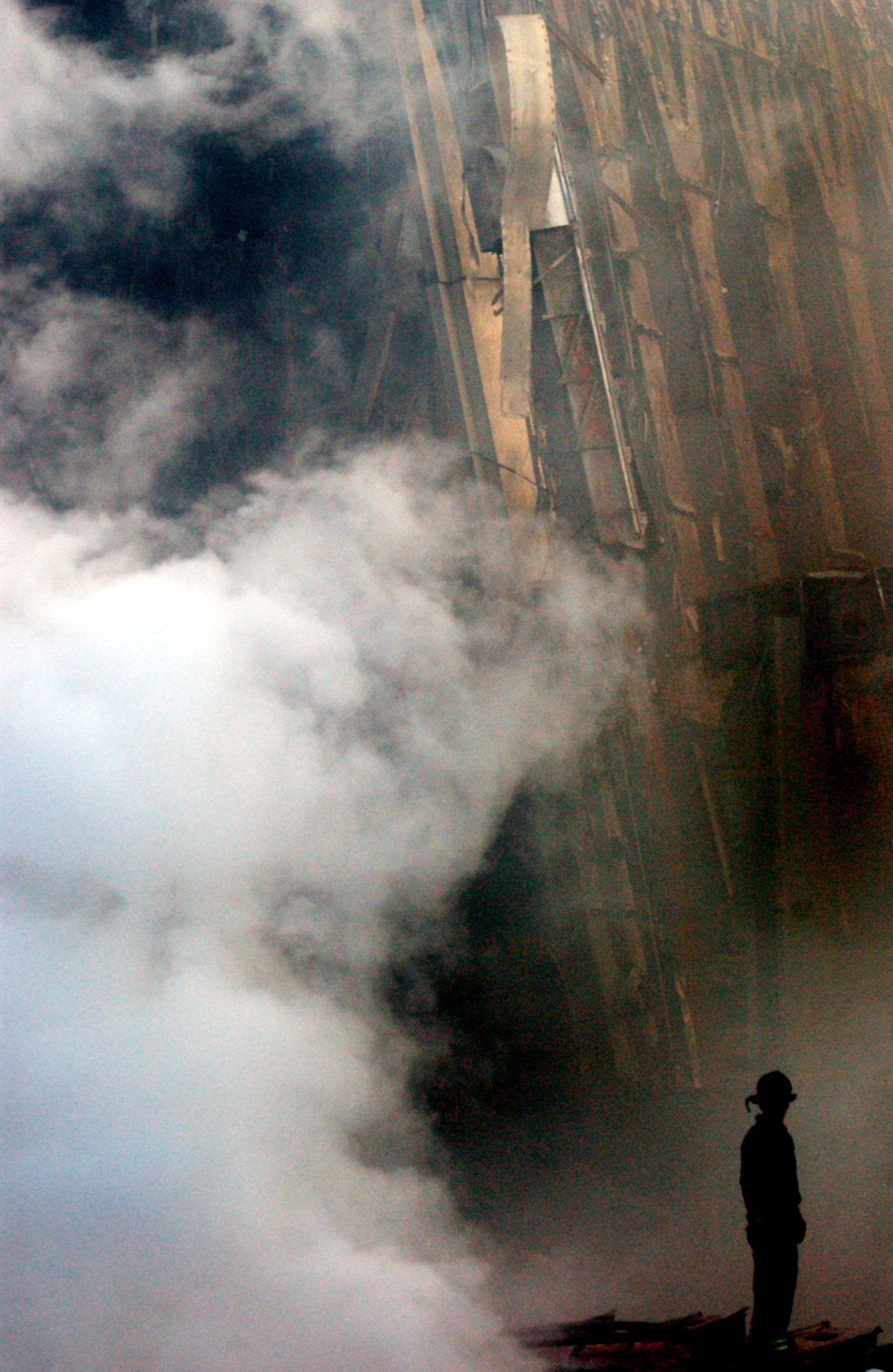
Zona cero, todavía incendiada

El FBI, trabajando junto el Departamento de Justicia de los Estados Unidos, identificó a 19 secuestradores fallecidos en apenas 72 horas. Pocos habían tratado de ocultar sus nombres o tarjetas de crédito, y eran casi los únicos pasajeros de origen árabe en los vuelos. Así, el FBI pudo determinar sus nombres y en muchos casos detalles, como la fecha de nacimiento, las residencias conocidas o posibles, el estado del visado, y la identidad específica de los sospechosos pilotos. El FBI publicó fotos de los 19 secuestradores, junto con la información sobre las posibles nacionalidades y sus apodos.
Las pesquisas del gobierno de los Estados Unidos incluyeron la operación del FBI PENTTBOM, la mayor de la historia con más de 7000 agentes involucrados. Los resultados de esta determinaron que Al Qaeda y Osama bin Laden tenían la responsabilidad de los atentados. A idéntica conclusión llegaron los estudios encargados por el gobierno británico. Su declaración de una guerra santa contra los Estados Unidos, y una fatwa firmada por Bin Laden y otros llamando a matar a civiles estadounidenses en 1998 desde Afganistán, son consideradas por muchos como evidencia de su motivación para cometer estos actos.
El 16 de septiembre de 2001, Bin Laden negó cualquier participación en los atentados leyendo un comunicado que fue emitido por el canal de satélite catarí Al Jazeera y posteriormente emitido en numerosas cadenas estadounidenses:

"Insisto que no llevé a cabo este acto, que parece haber sido ejecutado por individuos con sus propios motivos."
Osama bin Laden

Sin embargo, en noviembre de 2001, las fuerzas de los Estados Unidos encontraron una cinta de video casera de una casa destruida en Jalalabad, Afganistán, en donde Osama bin Laden habla con Khaled al-Harbi. En varias secciones de la cinta, como en el párrafo citado a continuación, Bin Laden reconoce haber planeado los ataques:

Nosotros calculamos por adelantado la cantidad de bajas del enemigo, que morirían debido a su ubicación en la torre. Nosotros calculamos que los pisos que debían ser embestidos eran tres o cuatro pisos. Yo era el más optimista de todos (inaudible) debido a mi experiencia en este campo. Yo pensaba que el fuego de la gasolina en el avión derretiría la estructura de hierro del edificio y solamente haría derrumbarse el área donde el avión chocara y los pisos por encima. Eso era todo lo que esperábamos.

El 27 de diciembre de 2001, se difundió otro vídeo de bin Laden en el que afirma: 

Occidente en general, y EE.UU. en particular, tienen un odio indecible por el islam... El terrorismo contra EE.UU. es benéfico y está justificado.

Poco antes de las elecciones presidenciales de Estados Unidos de 2004, en un comunicado por vídeo, bin Laden reconoció públicamente la responsabilidad de Al Qaeda en los atentados de Estados Unidos, y admitió su implicación directa en los ataques.
En una cinta de audio transmitida en Al Jazeera el 21 de mayo de 2006, bin Laden dijo que dirigió personalmente a los 19 secuestradores. Otro video obtenido por Al Jazeera en septiembre de 2006 muestra Osama bin Laden con Ramzi Binalshibh, así como a dos secuestradores, Hamza al-Ghamdi y Wail al-Shehri, haciendo preparaciones para los atentados.
La Comisión Nacional sobre los Ataques Terroristas contra Estados Unidos fue formada por el gobierno de Estados Unidos y es habitualmente conocida como Comisión 11-S. Publicó su informe el 22 de julio de 2004, concluyendo que los atentados estuvieron concebidos y llevados a cabo por miembros de al-Qaeda. En el informe de la Comisión se señala que:

Los conspiradores del 11-S gastaron finalmente entre 400.000 y 500.000 USD para planificar y conducir su ataque, pero que los orígenes específicos del dinero usado para ejecutar los ataques permanece desconocido.

#### Grupos de apoyo dentro de Estados Unidos
Alrededor de 1 200 extranjeros han sido arrestados y encarcelados en secreto en relación con la investigación de los ataques del 11 de septiembre, aunque el gobierno no ha divulgado el número exacto.
Los métodos utilizados por el Estado para investigar y detener sospechosos han sido severamente criticados por organizaciones de derechos humanos como Human Rights Watch y jefes de Gobierno como la canciller alemana Angela Merkel.
Hasta el momento, el gobierno de Estados Unidos no ha hallado a ninguno de los partícipes de la conspiración que realizaron las operaciones en tierra.

#### Célula de apoyo en España
El 26 de septiembre de 2005, la Audiencia Nacional de España condenó a Abu Dahdah a 27 años de prisión por conspiración en los atentados del 11-S y por ser parte de la organización terrorista Al Qaeda. Al mismo tiempo, otros 17 miembros de Al Qaeda fueron condenados a penas de entre 6 y 12 años. El 16 de febrero de 2006, el Tribunal Supremo rebajó la pena a Abu Dahdah a 12 años porque consideró que su participación en la conspiración no estaba probada.

### Motivos
Según las conclusiones de las investigaciones oficiales del gobierno estadounidense, los ataques cumplían con la intención declarada de Al Qaeda, expresada en la fatwa de 1998 de Osama bin Laden, Ayman al-Zawahiri, Abu-Yasir Rifa'i Ahmad Taha, Shaykh Mir Hamzah, y Fazlur Rahman (emir del Movimiento Yihadista de Bangladés, Fazlur Rahman).
La carta en la que se listan los tres "crímenes y pecados" cometidos por los estadounidenses en opinión de sus autores contenía los siguientes motivos de los ataques:
- Apoyo militar de Estados Unidos a Israel.
- Ocupación militar de la península arábiga por Estados Unidos.
- Agresión estadounidense contra el pueblo de Irak.

En la misma carta se estableció que los Estados Unidos:
- Saquea los recursos de la península arábiga.
- Dicta la política a seguir a los gobernantes de dichos países.
- Apoya a regímenes y monarquías abusivos que oprimen a su propia gente.
- Tiene bases e instalaciones militares en la península arábiga, violando así su Tierra Santa, con el fin de atemorizar a los estados vecinos.
- Intenta dividir a los estados árabes con la finalidad de debilitarlos como fuerza política.
- Apoya a Israel, y desea distraer a la opinión mundial de la ocupación de los Territorios Palestinos.

La primera guerra del Golfo, el posterior embargo sobre Irak, y el bombardeo de este país por Estados Unidos son citadas en la carta de 1998 como prueba de esas alegaciones. Para desaprobación de musulmanes moderados, la fatwa cita textos islámicos como exhortación de la acción violenta contra militares y ciudadanos estadounidenses hasta que los agravios alegados se solucionen: estableciendo que "los ulemas a lo largo de la historia han estado de acuerdo en que la Yihad es un deber individual si los enemigos destruyen los países musulmanes."
Unas declaraciones de Al Qaeda grabadas tras el 11 de septiembre confirmaron las suposiciones estadounidenses sobre la autoría. En un vídeo de 2004, aparentemente reconociendo la responsabilidad de los ataques, Bin Laden afirmó que la Guerra del Líbano de 1982, de la que considera responsable a los Estados Unidos, le impulsó a desarrollar los atentados. En el vídeo, también hizo saber que, con ellos, quería "restaurar la libertad de nuestra nación" para "castigar al agresor" e infligir daños en la economía estadounidense. Declaró que uno de los objetivos de su guerra santa era "desangrar Estados Unidos hasta la bancarrota." Bin Laden dijo también:

Juramos que los estadounidenses no vivirán seguros hasta que vivamos en Palestina. Esto ha mostrado la realidad de los Estados Unidos, que pone los intereses de Israel por encima de los de su propia gente. Estados Unidos no obtendrá nada de esta crisis hasta que abandone la Península Arábiga y cese en su apoyo a Israel.

El informe de la Comisión del 11S determina que la animosidad contra los Estados Unidos de Jalid Sheij Mohamed, principal arquitecto de los ataques, procedía «no de sus experiencias como estudiante, sino de su violento desacuerdo con la política exterior estadounidense en favor de Israel». Los mismos motivos se han imputado a los dos pilotos suicidas que estrellaron los aviones en el World Trade Center: Mohamed Atta, quien fue descrito por Ralph Bodenstein (compañero suyo de trabajo y viajes) como «principalmente imbuido por la protección de los Estados Unidos a las políticas israelíes en la región». Marwan al-Shehhi se dice que explicó su estado de ánimo con las palabras «¿cómo puede la gente reír cuando hay personas muriendo en Palestina?»
En contraste con estas conclusiones, la administración Bush redujo los motivos del ataque al "odio a la libertad y la democracia, ejemplificados por los Estados Unidos".
Según el experto antiterrorista Richard A. Clarke, los conflictos internos en el mundo musulmán son la causa de los atentados del 11 de septiembre. Específicamente, Bin Laden y otros residentes de Arabia Saudita y Egipto creen que la mayoría de los gobiernos de Oriente Próximo son apóstatas, que no siguen su modelo de piedad islámica, dado que ninguno es un califato. Inspirados por el teólogo egipcio Sayyid Qutb, Bin Laden y sus seguidores sostienen que es un deber para los musulmanes el establecer un califato en Oriente Próximo.
Partiendo de esas creencias, Bin Laden diseñó un plan para establecer este califato, comenzando por un ataque a los Estados Unidos. Esto les obligaría a aumentar la presión militar y económica sobre Oriente Medio, uniendo así a todos los musulmanes. La oleada religiosa popular llevaría a los musulmanes conservadores a tomar el control.
De acuerdo con Michale Doran, esta meta queda demostrada por el frecuente uso de "espectacular" por Bin Laden en sus declaraciones. De acuerdo con su hipótesis, Bin Laden esperaba provocar una reacción visceral y emotiva de los Estados Unidos, con el fin de asegurarse una contrarrespuesta por los ciudadanos árabes.

## Respuesta estadounidense

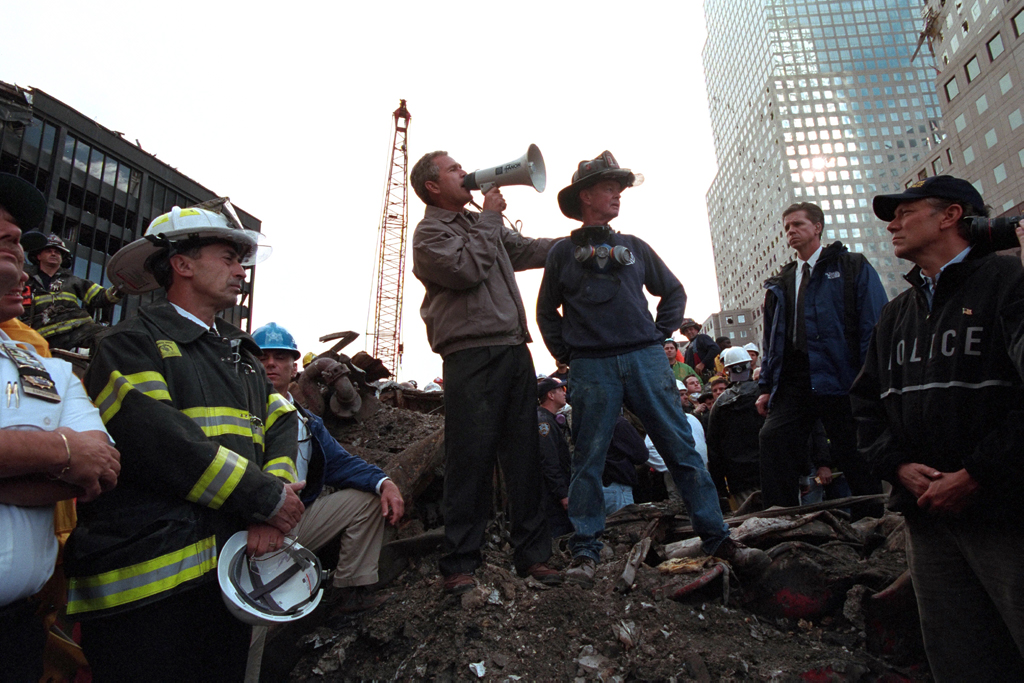
El entonces presidente de Estados Unidos, George W. Bush dando un discurso frente a los bomberos y policías de Nueva York en los restos del World Trade Center, 14 de septiembre de 2001.

### Búsqueda de supervivientes, recuperación de cuerpos e indemnizaciones
En las horas siguientes a los ataques, se inició una operación de búsqueda y rescate a gran escala con más de 350 perros especialmente entrenados. Solo se logró rescatar con vida a 20 sobrevivientes malheridos bajo los escombros del World Trade Center y en las semanas posteriores se hizo evidente que ya no se iban a hallar más.
La recuperación de cadáveres llevó meses. Simplemente el apagar todos los fuegos que ardían entre los escombros se demoró semanas, mientras que el desescombro completo no terminó hasta mayo de 2002. Se instalaron miradores provisionales para observar el trabajo de los equipos, que fueron retirados el 30 de mayo de 2002.
Asimismo, se iniciaron muchas recogidas de fondos para ayudar a los sobrevivientes de los atentados y a los familiares de los fallecidos. Una vez cumplido el plazo para pedir las indemnizaciones (11 de septiembre de 2003) 2833 personas habían recibido el pago.

### Respuesta pública
Los atentados del 11 de septiembre tuvieron un efecto abrumador sobre la población. Los cuerpos y fuerzas de seguridad (conocidos como "first responders") que intervinieron en las labores de rescate y auxilio, especialmente los bomberos, fueron aclamados como héroes. Policías y miembros de equipos de rescate de todo el país se concentraron en Nueva York para la recuperación de cuerpos. Las donaciones de sangre experimentaron un auge.
Otra respuesta aparentemente patriótica fue el aumento del racismo y odio contra las personas de origen árabe.
Otros grupos originarios de Oriente Medio fueron frecuentemente confundidos con árabes y fueron víctimas de esta xenofobia, particularmente los sijs, que tienen la tradición de llevar turbantes, signo que en Occidente se suele asociar al Islam.
Balbir Singh Sodhi fue asesinado por un disparo el 15 de septiembre, confundido con un musulmán.
Al menos otras ocho personas sufrieron la misma suerte.
Políticamente, la población respaldó masivamente al gobierno en su labor antiterrorista. Así, el índice de aprobación del presidente George W. Bush alcanzó el 86 %. El 20 de septiembre, el presidente habló ante la nación y la sesión conjunta del Congreso de los Estados Unidos, explicando los sucesos del día, la actuación de su gobierno en los 9 días transcurridos y sus planes de respuesta. El alcalde de Nueva York Rudy Giuliani fue aclamado tanto en Nueva York como en todo el país por su reacción a la catástrofe terrorista.

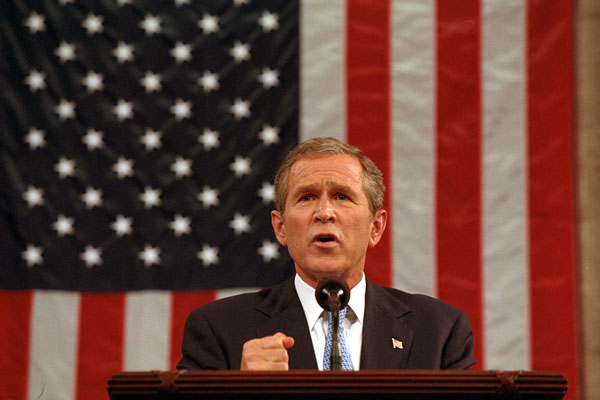
Como respuesta a los ataques, en un discurso, el presidente Bush declaró la Guerra contra el terrorismo, el 20 de septiembre de 2001.

### Medidas de seguridad interna en Estados Unidos
Tras los ataques, se registraron las huellas de 80 000 árabes y musulmanes bajo la Alien Registration Act de 1940. De ellos, 8000 fueron entrevistados y 5000 extranjeros fueron detenidos bajo la resolución conjunta del Congreso de los Estados Unidos 107-40, que autorizó el uso de fuerza militar para detener y prevenir el terrorismo internacional en los Estados Unidos.
A causa de los atentados, la opinión pública se centró sobre todo en materia de seguridad nacional, e incluso se creó una nueva agencia federal a nivel de gabinete, el Departamento de Seguridad Nacional de los Estados Unidos, reorganizando así la lucha antiterrorista.
Asimismo se aprobó la Ley Patriótica (en inglés: USA PATRIOT Act), suspendiendo y limitando algunas libertades y derechos constitucionales con el fin de aumentar la seguridad interna de los Estados Unidos. Esta medida ha sido duramente criticada por defensores de los derechos civiles, que ven en ella una violación de la privacidad de los ciudadanos, además de una relajación del control judicial sobre los cuerpos de inteligencia.
El 11-S fue también el argumento utilizado por el gobierno de Bush para iniciar una nueva operación de la Agencia de Seguridad Nacional con el objetivo de registrar las comunicaciones de ciudadanos estadounidenses con el extranjero.
Los cambios en la vida cotidiana de la población y la exigencia de un compromiso directo con la seguridad han sido considerables. En cada medio de transporte se han colocado carteles y altavoces que repiten la consigna «If you see something, say something» («Si ves algo, di algo»).

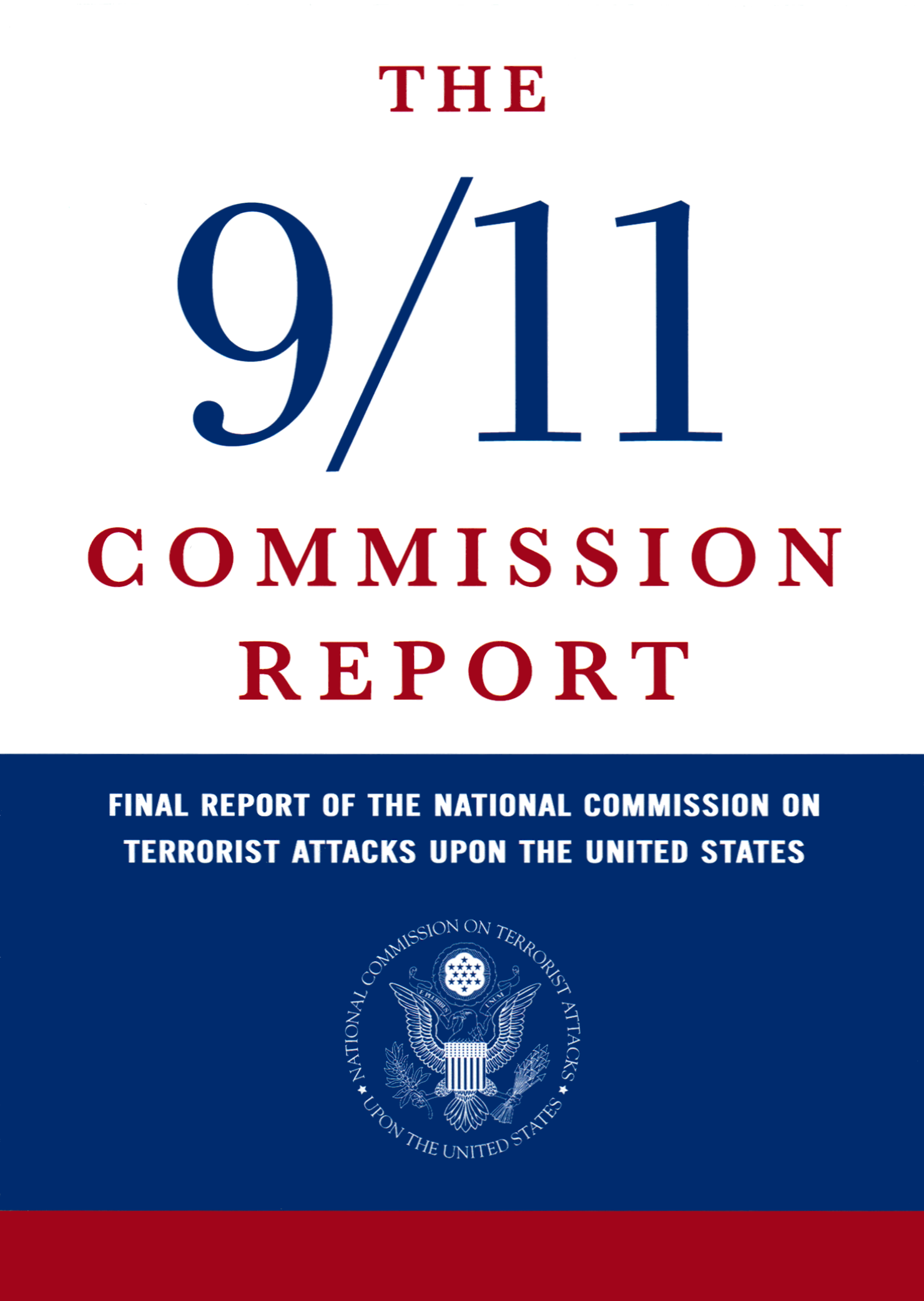
Informe de la Comisión del 11-S

### Comisión
La Comisión Nacional sobre los Atentados Terroristas contra los Estados Unidos (en inglés National Commission on Terrorist Attacks Upon the United States y más vulgarmente la Comisión del 11-S), presidida por el exgobernador de Nueva Jersey Thomas Kean, fue formada a finales de 2002 para preparar un informe completo de los atentados y de las circunstancias con ellas relacionadas, incluyendo desde la preparación a la respuesta inmediata de las autoridades estadounidenses. Dicho informe fue publicado finalmente el 22 de julio de 2004.

## Repercusiones internacionales
Los ataques tuvieron ramificaciones globales. Gobiernos, asociaciones y medios de comunicación lo condenaron en todo el mundo. Especialmente famoso fue el titular del periódico francés Le Monde: Nous sommes tous Américains (Somos todos americanos), en referencia a Estados Unidos.
Tras los atentados, la administración Bush declaró la llamada guerra contra el terrorismo, con los objetivos de llevar a Osama bin Laden y Al Qaeda a la justicia y prevenir la acción de redes terroristas antiestadounidenses. Estos objetivos se conseguirían a través de sanciones económicas y militares contra estados percibidos como protectores de terroristas y aumentando la vigilancia e inteligencia global.
Aproximadamente un mes después de los ataques, Estados Unidos, con la colaboración de una coalición internacional, invadió Afganistán, cuyo gobierno había dado apoyo a fuerzas de Al Qaeda. Particularmente importante fue el apoyo del gobierno paquistaní, que tras los atentados se alineó con Estados Unidos, cediéndole bases para la guerra en Afganistán y arrestando a más de 600 sospechosos de colaborar con Al Qaeda.

### Respuesta internacional
Tras el 11-S, numerosos gobiernos aprobaron leyes antiterroristas o endurecieron las ya existentes, particularmente de cara al terrorismo islámico. Entre ellos estuvieron Alemania, Australia, Canadá, China, España, Francia, India, Indonesia, Jordania, Mauricio, Pakistán, Reino Unido, Rusia, Uganda y Zimbabue. Una consecuencia de dichas medidas fue la congelación de cuentas bancarias asociadas a Al Qaeda.
Los servicios de seguridad e inteligencia de varios países (Filipinas, Indonesia, Italia, Malasia, ...) arrestaron tras los atentados a personas relacionadas con varias células de Al Qaeda. Dichas medidas han sido objeto de críticas varias, que las ven como un atentado a las libertades individuales, como un recorte de derechos y, en general, como un aumento de la injerencia del Estado en la intimidad de los ciudadanos.
Particularmente conocido es el campo de detención de Guantánamo, base estadounidense en Cuba, donde se encuentran numerosos prisioneros capturados como "combatientes ilegales". Dicho centro, criticado por Amnistía Internacional, la Unión Europea, la ONU y numerosas organizaciones más, ha sido reiteradamente denunciado como una violación de los Derechos Humanos.
En México, el presidente de la República, Vicente Fox Quesada declaró la cancelación total de los festejos patrios del 15 de septiembre correspondientes al día de la Independencia Nacional; también rechazó rotundamente los ataques terroristas de los cuales Estados Unidos era blanco y manifestó su apoyo al presidente George W. Bush.
Por su parte, los gobiernos de Guatemala y Chile declararon luto nacional en solidaridad a los familiares de las víctimas.
En Roma, Italia, el Santo Padre Juan Pablo II ofreció una oración en memoria de las víctimas del atentado.

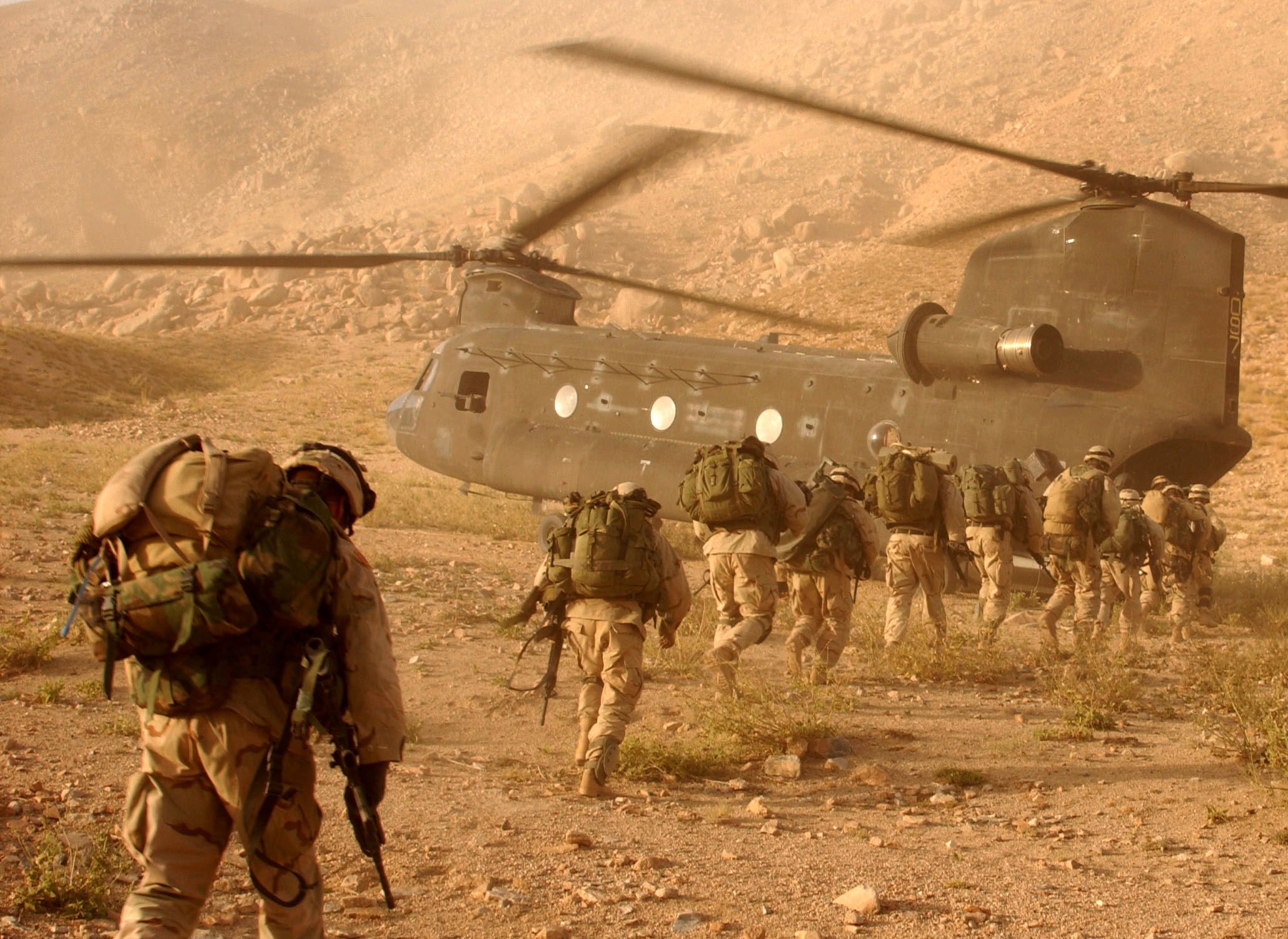
Soldados de la 10ª División de Montaña del Ejército estadounidense en Afganistán.

### Invocación del artículo 5 de la OTAN
Por primera vez en la historia de la Organización del Tratado del Atlántico Norte (OTAN), un país miembro invoca el artículo 5 del Tratado de Washington, que es la base de la defensa colectiva de la OTAN. 
El Consejo del Atlántico Norte decide por unanimidad, activar el artículo 5 y establece una serie de medidas políticas y militares, entre ellas está el envío de varios aviones AWACS a Norteamérica para reforzar la vigilancia aérea de Estados Unidos y Canadá.

### Guerra de Afganistán
El primer paso dado por EE. UU. en la denominada «guerra contra el Terrorismo» fue la invasión de Afganistán el 7 de octubre de 2001 por fuerzas de la OTAN y la Alianza del Norte con apoyo de las Naciones Unidas, ante la negativa del gobernante régimen talibán de entregar a Osama bin Laden, que supuestamente se había refugiado en ese país.
Casi diez años después de los atentados, el lunes 2 de mayo de 2011, Osama bin Laden fue asesinado por tropas de élite estadounidenses en Abbottabad, Pakistán.

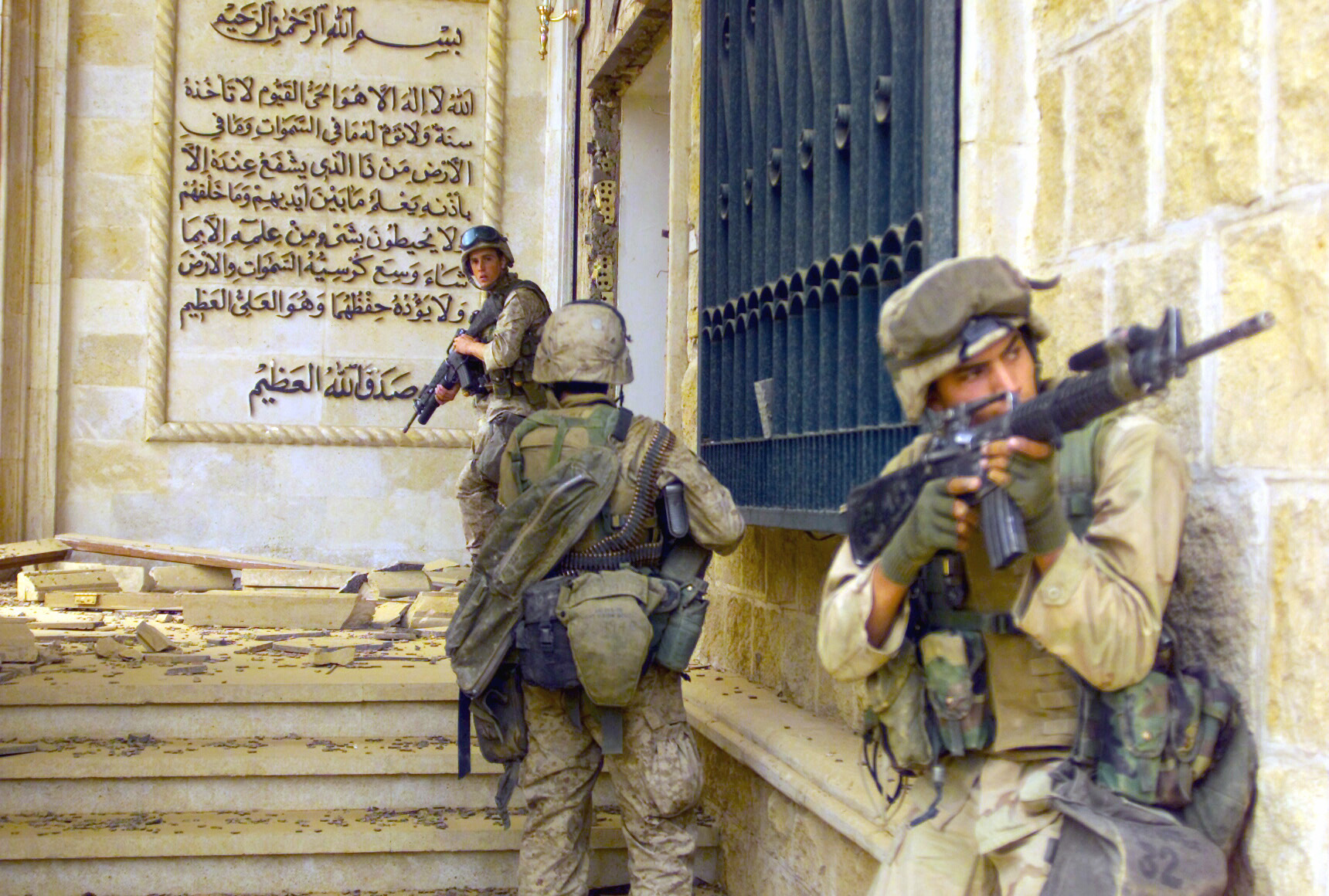
Un grupo de marines estadounidenses se dispone a entrar en uno de los palacios de Sadam Huseín en Bagdad el 9 de abril de 2003.

### Guerra de Irak
El segundo paso de la Guerra contra el Terrorismo de EE. UU. fue la invasión de Irak el 20 de marzo de 2003. Esta acción militar fue realizada por Estados Unidos y Gran Bretaña sin autorización de las Naciones Unidas. Además España, Italia y otros países, se aliaron con EE. UU. en esta acción y enviaron ayuda humanitaria a la zona. Estados Unidos sostuvo que la invasión era indispensable debido a que Irak poseía armas de destrucción masiva ocultas. La invasión desencadenó una guerra, con cientos de muertos, y causó el derrocamiento del gobierno encabezado por Sadam Huseín el 9 de abril de 2003. Una vez controlado el país, no se encontraron armas de destrucción masiva. Estados Unidos sostuvo entonces que la razón de la invasión se debía a que existían informaciones de los servicios de inteligencia que permitían suponer que Sadam Huseín mantenía relaciones secretas con Al Qaeda. Recientes informes indican que nunca hubo una relación de Hussein con Al Qaeda, y el presidente Bush trató de relacionar a Irak con la guerra contra el Terrorismo.
Desde entonces, varios grupos iraquíes opositores a la invasión han organizado un movimiento de resistencia que se ha mostrado muy activo en la realización de ataques contra objetivos militares. Paralelamente, después de la invasión, Al Qaeda también se ha podido instalar en Irak, en donde realiza fundamentalmente atentados de naturaleza terrorista.[cita requerida]
Al día de hoy, las consecuencias continúan al haberse detonado una guerra civil sectaria "no declarada", que tiene como consecuencia la muerte de más de 34 000 civiles (solamente en 2006, según la ONU) y según cifras de Acnur, hay 1,7 millones de iraquíes desplazados internamente y otros dos millones que han huido a países vecinos. Además, a junio de 2007 las bajas del ejército de los Estados Unidos ascienden a más de 4000 caídos.

## Homenajes y legado

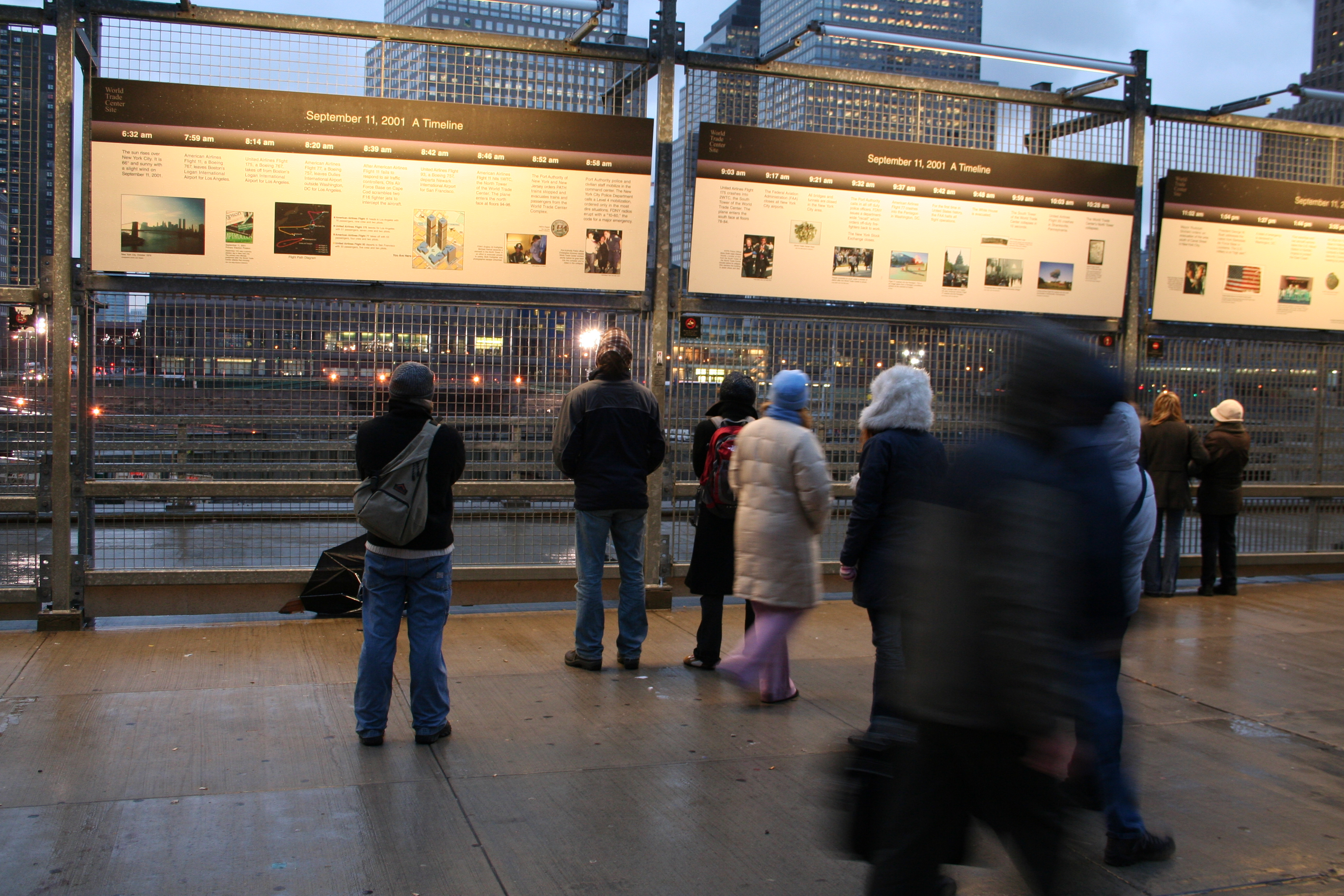
Zona del World Trade Center en diciembre de 2005

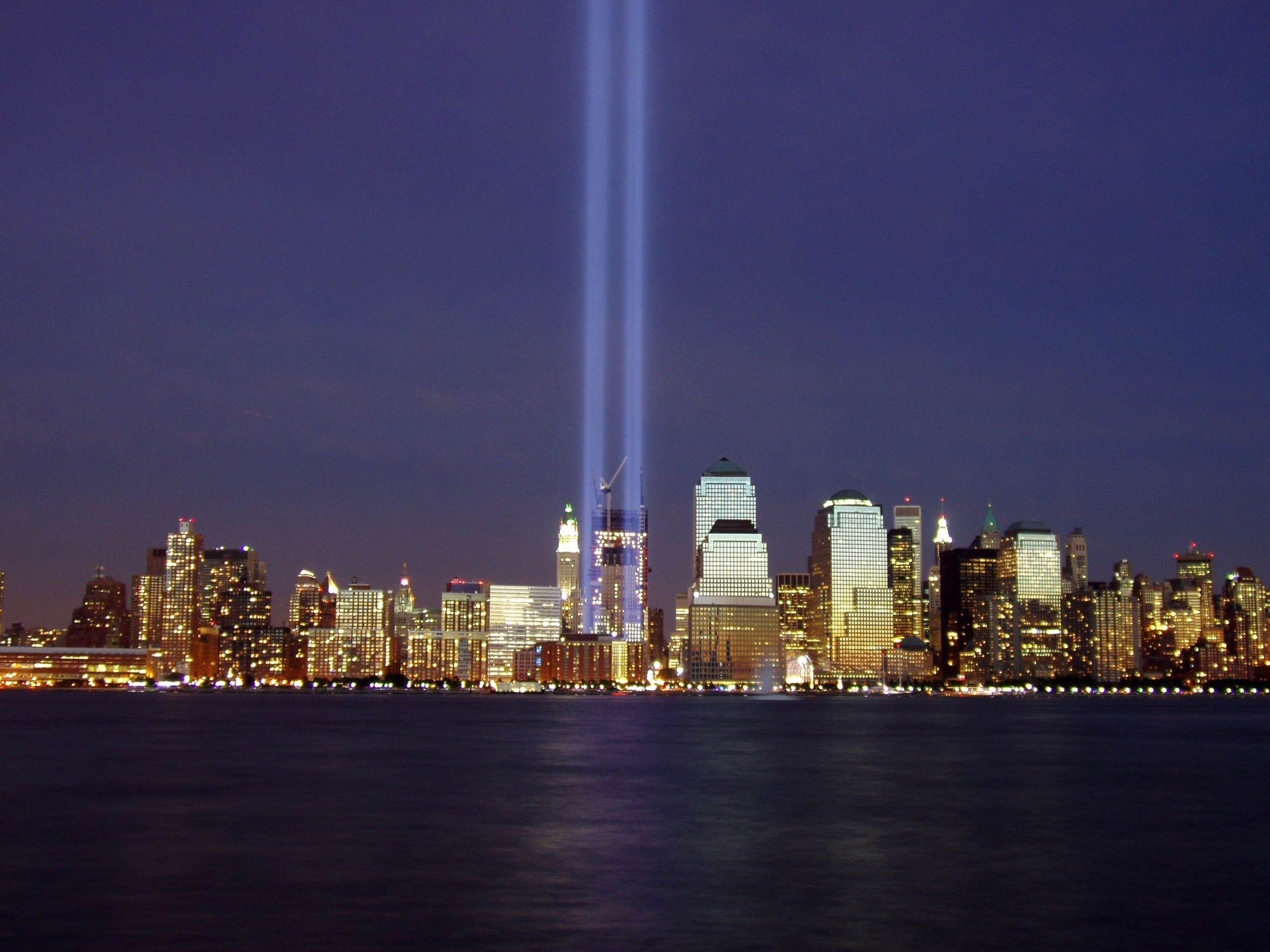
El memorial Tribute in Light, en homenaje a las víctimas de los ataques al World Trade Center, en 2004.

En los días siguientes a los ataques terroristas del 11 de septiembre de 2001 se realizaron varias vigilias y homenajes a las víctimas alrededor del mundo. Muchas personas colocaron fotografías de las víctimas y desaparecidos en la zona cero. Un testigo declaró que "no era capaz de olvidar las caras de las víctimas inocentes que fueron asesinadas. Sus fotos están en todas partes, en las cabinas telefónicas, semáforos, paredes de estaciones de metro. Todo me recuerda a un enorme funeral, con gente callada, llorando y triste, pero también muy amable. Antes, Nueva York me hacía sentir frío; ahora la gente se acerca para ayudarse unos a otros".
El 20 de septiembre de 2001 se publicó una canción llamada El último adiós, escrita por Emilio Estefan Jr. y Gian Marco a manera de homenaje a las víctimas, en la que se reunieron más de 60 artistas en señal de alianza; entre los que participaron en este homenaje destacan: Ricky Martin, Alejandro Sanz, Thalía, Gloria Estefan, Juan Luis Guerra, Celia Cruz, Olga Tañón, Jennifer Lopez, Paulina Rubio, Alicia Villarreal, José José, Shakira, Lucía Méndez, John Secada, OV7, Kumbia Kings, Álvaro Torres, Ana Bárbara, Los Temerarios, Los Tigres del Norte, Lupillo Rivera, Andy Garcia, Yuri, Soraya, Marco Antonio Solís, Carlos Vives, Ana Gabriel, Carlos Ponce, Patricia Manterola, Pilar Montenegro, Christina Aguilera, Chayanne, Beto Cuevas, A.B. Quintanilla hermano de la fallecida cantante Selena, etcétera. La totalidad de las ganancias recaudadas por la disquera que distribuyó la canción y el disco Sony Music fueron donadas junto con la manufactura de los primeros cien mil discos de esta canción a American Red Cross y a United Way para ayudar a las familias de las víctimas de los ataques.

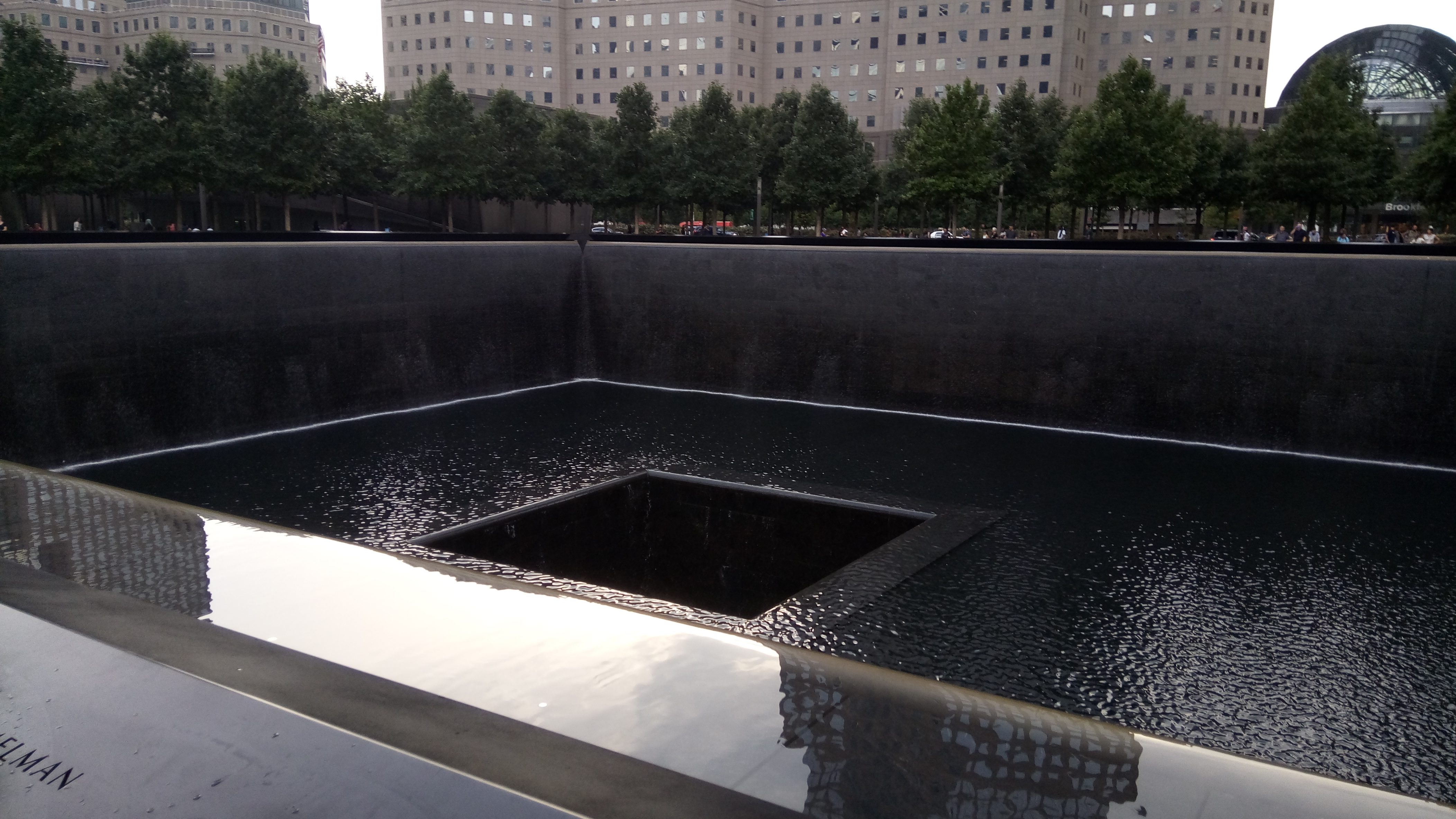
Memorial World Trade Center en Nueva York

Uno de los primeros memoriales fue el Tribute in Light, la instalación de ochenta y ocho luces de búsqueda en el sitio donde se encontraban las Torres Gemelas, que proyectaba dos columnas verticales de luz hacia el cielo. En Nueva York, se llevó a cabo un concurso para diseñar el memorial más apropiado para el lugar, que fue ganado por el arquitecto israelí estadounidense Michael Arad y el paisajista estadounidense Peter Walter El diseño ganador, Reflecting Absence, que ahora se llama National September 11 Memorial & Museum, fue elegido en agosto de 2006 e inaugurado el 11 de septiembre de 2011, en el décimo aniversario de los ataques y consiste en un par de piscinas reflectoras donde estaban las Torres Gemelas, rodeadas de paneles de bronce con los nombres de las víctimas que murieron en los atentados del 11 de septiembre de 2001 y del 26 de febrero de 1993, así como un museo ubicado en el subterráneo del memorial, que exhibe objetos encontrados entre los escombros de las Torres Gemelas tras los ataques, así como objetos personales usados en vida por las víctimas. El nuevo edificio que reemplaza a las desaparecidas Torres Gemelas llamado One World Trade Center fue inaugurado oficialmente el 3 de noviembre de 2014.
En el séptimo aniversario de los ataques, el 11 de septiembre de 2008, se completó la construcción y se abrió al público el Pentagon Memorial. Consiste en un parque con 184 bancos que representan el número de víctimas que tuvo el atentado en el lugar donde el avión impactó en el Pentágono. Cuando el edificio fue reparado, a finales de 2001 e inicios de 2002, se incluyeron una capilla privada y un memorial interno, localizados en el punto donde se estrelló el vuelo 77 de American Airlines.
En Shanksville, Pensilvania se construyó el Memorial Nacional al Vuelo 93 que incluye un círculo de árboles que rodean la zona donde se estrelló el avión del vuelo 93 de United Airlines, con cuarenta carillones que llevan escritos los nombres de las víctimas. También se construyó un memorial de forma temporal a 457 metros del choque.
Los bomberos de la ciudad de Nueva York donaron un memorial al Departamento de Bomberos de Shanksville. Se trata de una cruz hecha de acero del World Trade Center, sobre una plataforma con la forma del Pentágono. Fue instalado frente a la central de bomberos el 25 de agosto de 2008.
En muchos otros lugares se están construyendo memoriales permanentes en honor a las víctimas y apoyos económicos a sus familiares, numerosas organizaciones y figuras públicas han creado varios programas de becas y fundaciones para recaudar fondos.
En cada aniversario del 11 de septiembre, en la ciudad de Nueva York, en el National September 11 Memorial & Museum, lugar donde se encontraban las Torres Gemelas del World Trade Center, se leen los nombres de las víctimas que murieron en los ataques con música fúnebre de fondo. El presidente de los Estados Unidos, por su parte, asiste a un servicio conmemorativo en el Pentágono. En Shanksville, Pensilvania, se llevan a cabo servicios más pequeños, a los que suele asistir la primera dama.
La fundación Wikimedia abrió también un wiki dedicado a los atentados, que fue cerrado el 15 de septiembre de 2006.
También se han realizado muchas películas y documentales sobre los ataques del 11 de septiembre de 2001, así como conciertos homenajes en memoria de las víctimas que murieron.

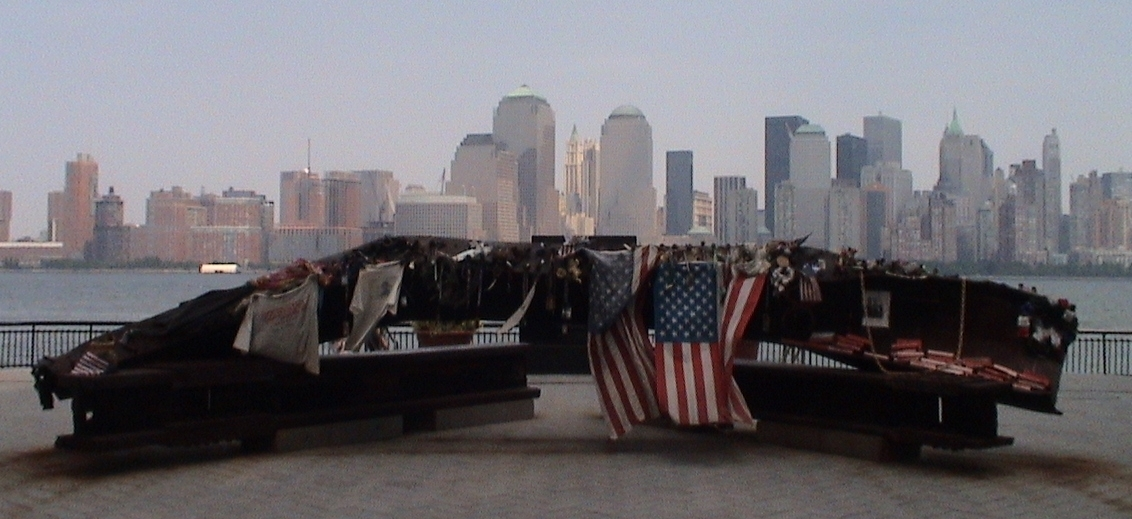
Vista en la que se puede apreciar en primer plano el monumento, hecho de algunos escombros, ubicado en Jersey City (Nueva Jersey, Estados Unidos), y más atrás los edificios en Manhattan entre los cuales precisamente se alzaban las torres gemelas (fotografía tomada en julio de 2007).

## Identificación de las víctimas
A partir de 2018, nuevas técnicas de análisis de ADN están ayudando a identificar a más víctimas. Investigadores del laboratorio criminalístico más grande del mundo lograron los avances al volver a examinar fragmentos óseos que habían estudiado muchas veces antes sin éxito. Esta técnica que consiste en limpiar el hueso, pulverizarlo hasta convertirlo en polvo, agregar productos químicos, incubar la muestra y depositarle en una máquina automática que extrae todo el ADN recuperable del material dañado se ha denominado “Protocolo World Trade Center” y ha sido utilizada para ayudar a identificar víctimas de accidentes de ferrocarriles y aviones y de ataques terroristas en diversos países.

## Teorías conspirativas

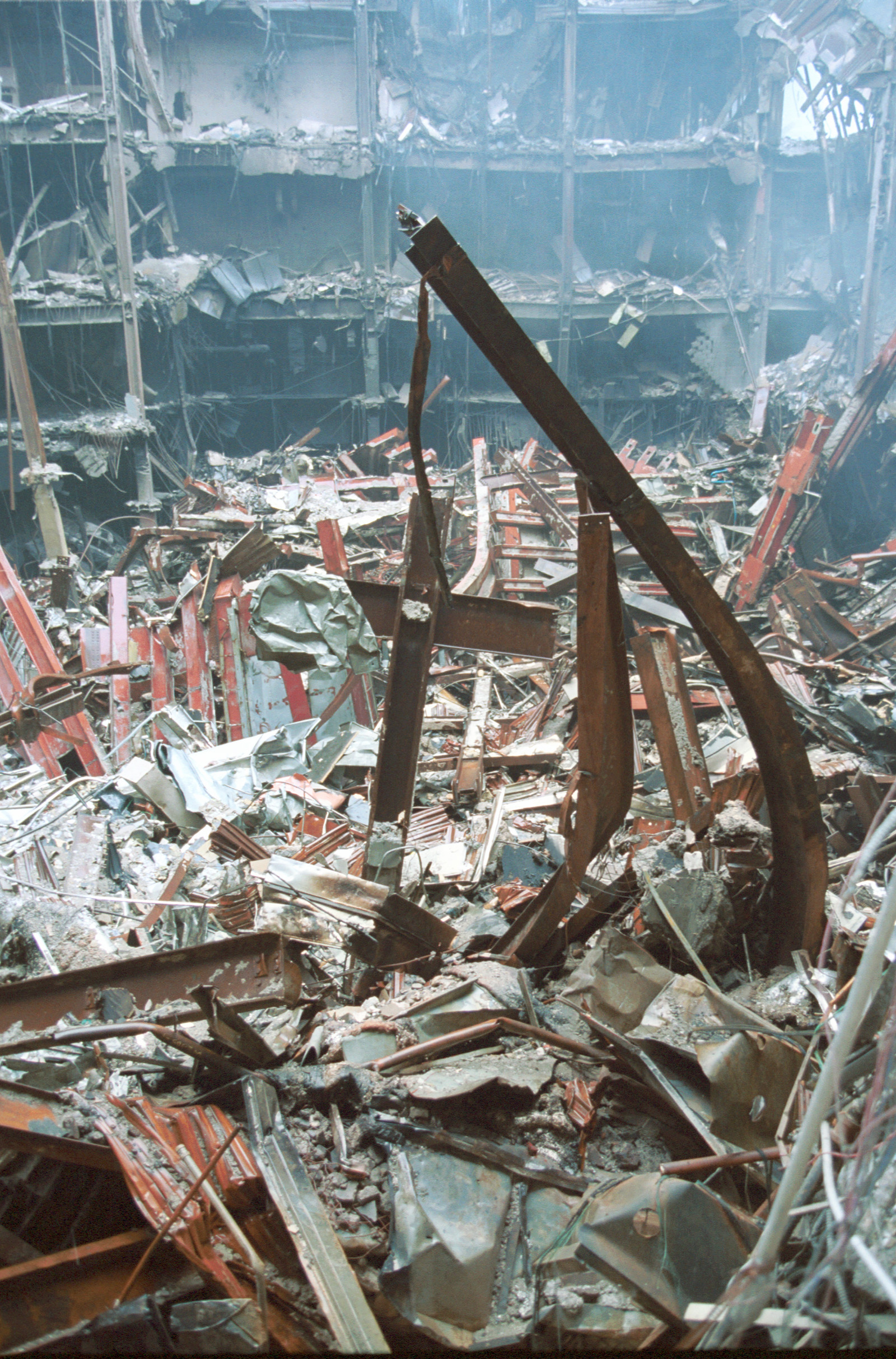
Cruz del World Trade Center

Desde que se produjeron los atentados han surgido varias teorías conspirativas, que sostienen que las conclusiones alcanzadas en la investigación oficial no resultan consistentes con los hechos.
En general, en estas teorías se habla de la posibilidad de que en realidad fue un misil lo que impacto en el Pentágono; que las Torres Gemelas del World Trade Center y la Torre N.º 7 del World Trade Center se derrumbaron por cargas explosivas, en una demolición controlada hecha a control remoto; que el vuelo 93 de United Airlines fue derribado por un caza estadounidense y no por el enfrentamiento entre los pasajeros y los terroristas, etc. Por lo general, estos autores afirman haber encontrado incongruencias que ponen en duda toda la versión gubernamental. Algunas de las supuestas inconsistencias que los críticos mencionan serían el hecho de que, en teoría, era imposible que un avión pudiera acercarse al Pentágono sin accionar las defensas antiaéreas o que el FBI hubiese localizado el pasaporte intacto de uno de los terroristas dentro de los restos humeantes del World Trade Center. Otras incongruencias están basadas en las irregularidades económicas acaecidas, antes, durante y después de los atentados.
En cuanto a los autores, algunas de estas teorías sostienen que algunos miembros del Gobierno de los Estados Unidos ya conocían los planes de Al Qaeda de atacar al World Trade Center pero no hicieron nada para evitarlo. Otras llegan incluso a acusar directamente al propio gobierno de Estados Unidos de planear y ejecutar los atentados.
Entre los principales opositores a la versión dada por el gobierno estadounidense se encuentra el periodista francés y director de la web de izquierda Red Voltaire Thierry Meyssan, quien escribió un libro titulado La gran impostura. En su trabajo, Meyssan exhibe una serie de razones y argumentos por los que, según él, no es posible dar por cierta la versión gubernamental.
Otro de los más acérrimos críticos es el profesor estadounidense David Ray Griffin, autor del libro Desenmascarando el 11-S, donde hace un análisis punto por punto de los hechos ocurridos el 11 de septiembre de 2001. Griffin afirma haber encontrado al menos 115 fallos lógicos graves en la versión oficial de los atentados.

## Filmografía
Dos películas basadas en estos atentados fueron estrenadas en el año 2006:
- United 93, la cual se basa en hipótesis sobre los sucesos ocurridos a bordo del Vuelo 93 de United Airlines.
- World Trade Center, la cual está inspirada en los sucesos acontecidos tras los daños ocasionados a la zona afectada tras los derrumbes de las Torres Gemelas.
- Fahrenheit 9/11, documental de Michael Moore en que critica la respuesta de Bush en el atentado.
- En la decimosexta temporada de la serie de documental canadiense Mayday: catástrofes aéreas, se recrea el secuestro del Vuelo 77 de American Airlines, el cual fue estrellado contra el pentágono, transmitido en National Geographic Channel.
- Este atentado también fue presentado en el programa de televisión segundos catastróficos, titulado "11-S: Diez años después", transmitido en National Geographic Channel.

Aunque fue anterior a los hechos, el episodio piloto de la serie Los pistoleros solitarios describía un complot de los servicios secretos del Gobierno de los Estados Unidos para estrellar un Boeing 727 contra una de las Torres Gemelas. El fin que perseguía el Gobierno era que pretendía culpar a un país extranjero del hecho, con el propósito de obtener un casus belli (motivo para declaración de guerra) y sacar beneficio de la venta de armas. Este episodio fue estrenado el 4 de marzo de 2001, poco más de seis meses antes de los atentados.

### Documentos

#### Comisión Nacional del 11-S
De la National Commission on Terrorist Attacks Upon the United States (Comisión Nacional sobre Ataques Terroristas contra los Estados Unidos):
- 9/11 Commission Report (Informe de la Comisión del 11-S): Washington:Government Printing Office, Washington, 2004 (Descargar aquí - texto solo en inglés)
- Entry of the 9/11 Hijackers into the United States (Entrada de los secuestradores a los Estados Unidos): Declaración N.º 1 del staff (Descargar aquí - texto solo en inglés)
- Three 9/11 Hijackers: Identification, Watchlisting, and Tracking (Tres secuestradores del 11-S: Identificación, Colocación en Lista de Seguimiento y Localización), : Declaración N.º 2 del staff (Descargar aquí - texto solo en inglés)
- The Aviation Security System and the 9/11 Attacks (El Sistema de Seguridad Aeronáutico y los Ataques del 11-S): Declaración N.º 3 del staff (Descargar aquí - texto solo en inglés)
- The Four Flights (Los Cuatro Vuelos): Declaración N.º 4 del staff (Descargar aquí - texto solo en inglés)
- The Performance of the Intelligence Community (El Desempeño de la Comunidad de Inteligencia): Declaración N.º 11 del staff (Descargar aquí - texto solo en inglés)
- Outline of the 9/11 Plot (Esquema del Complot del 11-S): Declaración N.º 16 del staff (Descargar aquí - texto solo en inglés)
- Apéndice con las copias de los documentos incriminatorios utilizados por la Comisión 11-S: Appendix A Descargar aquí)
- Appendix A: The Financing of the 9/11 Plot (Apéndice A: Financiamiento del Complot del 11-S): Appendix A (Descargar aquí - texto solo en inglés)

#### Congreso de los Estados Unidos
- Joint Inquiry into Intelligence Community Activities before and after the Terrorist Attacks of September 11, 2001 (Investigación Conjunta sobre las Actividades de la Comunidad de Inteligencia antes y después de los Ataques Terroristas del 11 de septiembre de 2001, Comité de Inteligencia del Senado y Comité Permanente de Inteligencia de la Casa Blanca - (Descargar documento aquí - Solo en inglés)

#### FEMA (Administración Federal de Gestión de Emergencias de EE. UU)
- World Trade Center Building Performance Study (Estudio sobre el desempeño de los edificios del Centro de Comercio Mundial), FEMA, mayo de 2002 (Descargar documento aquí - Solo en inglés)

#### Observatorio de Derechos Humanos
- Human Rights Watch responde a los ataques en los Estados Unidos: La vida civil debe ser respetada, 12 de septiembre de 2001, Human Rights Watch
- Carta al Presidente George W. Bush, 20 de septiembre de 2001, Human Rights Watch
- EE.UU.: Investigación del 11 de septiembre plagada de abusos, 15 de agosto de 2002, Human Rights Watch
- A un año del 11 de septiembre, 11 de septiembre de 2002, Human Rights Watch
- Temas legales que surgen a raíz de la Guerra de Afganistán y de actividades antiterroristas relacionadas, Human Rights Watch
- Informe Anual 2005: Estados Unidos, Human Rights Watch

### Sitios con información sobre el 11-S
- National Commission on Terrorist Attacks Upon the United States (Sitio de la Comisión Nacional sobre Ataques Terroristas contra los Estados Unidos o Comisión 9-11)
- Sección del sitio web de la Casa Blanca dedicado a la Guerra contra el Terror (en inglés) y (en español)
- Notes about 9/11 (en inglés)
- Víctimas del 11S (en inglés)

### Artículos sobre el 11-S
- The President's Story: The President Talks In Detail About His Sept. 11 Experience (La historia del presidente: el presidente habla en detalle sobre su experiencia el 11 de septiembre), CBS News, 10 de septiembre de 2003 (en inglés)
- Periodismo: Recuerdos del 11/9, por Miren Gutiérrez, IPS, 6 de septiembre de 2006
- El cubrimiento periodístico del 11 de septiembre en el New York Times, por Glenn Collins, periodista de dicho periódico, II Congreso Internacional sobre Víctimas del Terrorismo, Colombia, 2005
- Informe culpa a CIA por lapsos del 9/11, EFE, Univisión, 7 de enero de 2005 (Información sobre el Informe de la CIA acerca del desempeño de esa organización frente al 11-S)
- Plans For Iraq Attack Began On 9/11. Exclusive: Rumsfeld Sought Plan For Iraq Strike Hours After 9/11 Attack (Los planes para atacar Irak comenzaron el 11-S. Exclusivo: Rumsfeld buscó un plan para atacar Irak horas después del ataque del 11-S), CBS News, 4 de septiembre de 2002 (en inglés)
- La Guerra de la CIA, artículo sobre "Bush en Guerra", libro de Bob Woodward de 2002, El País, 25 de enero de 2003
- Revelan más mentiras sobre la guerra, artículo sobre el libro "Plan de Ataque" de Bob Woodward de 2004, por William Hamilton del Washington Post, Clarín, 17 de abril de 2004 Archivado el 7 de septiembre de 2009 en Wayback Machine.
- Fahrenheit 9/11: Fuego y emergencia en la política estadounidense, Cinengaños comentario sobre el filme Fahrenheit 9/11 (2004) del cineasta estadounidense Michael Moore, referido a los ataques del 11-S.
- Noticia de la Biblioteca Nacional de EE. UU del 20 de marzo de 2007: Hallan altas tasas de problemas siquiátricos en niños afligidos por la muerte de una familiar en los atentados del 11 de septiembre, por Robert Preidt (traducido del inglés).
- 11S: Comprueban fuerte proporción de pasajeros vinculados a la defensa US en el vuelo que supuestamente se estrelló contra el Pentágono
- Respirando el aire gris, revista Semana, 27 de agosto de 2012

### Vídeos
- Resumen de la transmisión en vivo de 'El Mañanero', conducido por Brozo (Víctor Trujillo) a través de CNI Canal 40, el martes 11 de septiembre de 2001.
- WTC Attack September 11, 2001 from New York Police Helicopter

- Datos: Q10806
- Multimedia: September 11 attacks / Q10806